# Guadalajara (México)
Guadalajara es una ciudad mexicana capital del estado de Jalisco y cabecera del municipio homónimo. Está ubicada en el occidente del país, en la zona geográfica conocida como valle de Atemajac. La ciudad está considerada como uno de los centros políticos, económicos, sociales, culturales y turísticos más importantes de México. Guadalajara es también conocida como «La Perla Tapatía», «La Perla de Occidente», «La Ciudad de las Rosas», «Guanatos (de uso coloquial y/o vulgar)» así como «El Valle de Silicio de México».
El nombre proviene del árabe, que significa "río de piedras", "río que corre entre piedras" o "valle de las fortalezas". La ciudad recibió su nombre de Nuño Beltrán de Guzmán, en honor a la ciudad española donde nació. Guadalajara fue fundada en cuatro ocasiones distintas, siendo establecida de forma definitiva por Cristóbal de Oñate, Beatriz Hernández y algunas familias más el 14 de febrero de 1542, sobre la margen izquierda del río San Juan de Dios.
El municipio limita al norte con Ixtlahuacán del Río, al este con Zapotlanejo y Tonalá, al sur con Tlaquepaque y al oeste con Zapopan. Cuenta con una población de 1 385 621 habitantes; sin embargo, su área conurbada alcanza una población estimada de 5 110 617 habitantes, siendo la décima área urbana más poblada de América Latina, sólo después de la Ciudad de México, São Paulo, Buenos Aires, Río de Janeiro, Lima, Bogotá, Santiago y Monterrey, así como la séptima de América del Norte después de la Ciudad de México, Nueva York, Los Ángeles, Chicago, Toronto y Monterrey.
Durante el virreinato de la Nueva España Guadalajara se convirtió oficialmente en la capital de la Nueva Galicia, gozando de mayor autonomía. En la independencia de México desempeñó un papel crucial, ya que el 6 de diciembre de 1810 Miguel Hidalgo abolió la esclavitud en la ciudad. Posteriormente, en la guerra de Reforma, Benito Juárez trasladó su gobierno a Guadalajara en 1858 debido a las disputas entre liberales y conservadores. Durante la revolución mexicana las implicaciones en la región fueron más sociales que militares, destacando la entrada del Ejército Constitucionalista el 8 de julio de 1914. Durante la segunda mitad del Siglo XX la ciudad vivió una etapa de estabilidad social y de crecimiento comercial e industrial.
Debido a su influencia y alcance internacional fue catalogada como ciudad global en 2016, y como una de las 90 ciudades más productivas del mundo, con una puntuación de 56.3. A nivel nacional se constituye como el tercer núcleo económico del país, con un PIB de 124,047 millones de dólares. La economía de la ciudad se basa en el comercio, los servicios e industria, destacando la industria tecnológica debido al gran número de firmas internacionales que tienen sede en la ciudad, por lo que se le conoce como el Silicon Valley de México.
Según indicadores de los censos económicos de 2024 hechos por el INEGI, el Municipio de Guadalajara es la quinta demarcación a nivel nacional que más PIB aporta, con un PIB nominal de 955,190 Millones de pesos (52,168 Millones de dólares), sólo estando por detrás del Municipio de Tijuana, en Baja California, las alcaldías Miguel Hidalgo y Cuahutémoc, en la Ciudad de México, y elMunicipio de Monterrey en Nuevo León.
Es considerada un gran polo cultural y referente de México en el extranjero, ya que Jalisco es cuna del mariachi, la charrería y el tequila. Guadalajara cuenta con eventos anuales de gran prestigio, como el Festival Internacional de Cine de Guadalajara y la Feria Internacional del Libro de Guadalajara, la más importante en el mundo de habla hispana y la segunda más grande del mundo después de la feria de Fráncfort, Alemania. Asimismo, Guadalajara ha sido nombrada Capital Americana de la Cultura en 2005, así como Capital Mundial del Libro por la UNESCO en 2022. El Hospicio Cabañas, enclavado en el centro histórico es Patrimonio de la Humanidad por la UNESCO desde 1997.
Guadalajara ha sido nombrada Capital Mundial del Deporte 2 años seguidos, en 2020 y 2021, fue sede de los Juegos Panamericanos de 2011, sede de la Serie Mundial de Para Natación 2023 y 2024  realizándose dicho evento en el Centro Acuático Scotiabank, en Baseball ha sido sede de la serie del caribe en 2018, utilizando para ello las instalaciones del Estadio Charros, también fue a sede del Mundial de Taekwondo Guadalajara 2022, donde México hizo historia al proclamarse por primera vez campeón del mundial por número de medallas obtenidas.
Guadalajara en el futbol profesional ha sido una de las sedes en la Copa Mundial de Fútbol de 1970 y en el mundial de Fútbol de México en 1986, facilitando 2 recintos deportivos para dicho evento: el Estadio Jalisco, y el Estadio Tres de Marzo, además será nuevamente sede del mundial del 2026 convirtiéndose con ello junto con la capital del país, en las únicas 2 ciudades en el mundo en ser anfitriones de 3 copas mundiales distintas. Para esta nueva edición, el Estadio Akron (antes Estadio Omnilife) además de ser la nueva sede, será anfitrión del segundo partido como local de la selección mexicana, equipo que por primera vez en la historia como anfitrión mundialista juega fuera del estadio azteca dentro de la fase de grupos. 
Según la revista Time, Guadalajara fue uno de los mejores lugares en el mundo del 2023. Además, según el listado 2023-2024 de Taste Atlas, Guadalajara fue reconocida como la ciudad con los mejores platillos de toda América Latina y la duodécima mejor del mundo. Guadalajara fue incorporada al programa federal de la secreteraría de turismo "Barrios Mágicos" al otorgarle dicho nombramiento y distinción a la colonia Americana en el 2024, misma colonia tapatía en haber sido reconocida en 2022 como el barrio más "cool" del mundo.

## Toponimia
Su nombre proviene de la ciudad homónima en Castilla-La Mancha, el cual procede a su vez del vocablo andalusí وادي الحجارة (wād al-ḥijarah), que significa ‘uadi/valle de la piedra’, aunque la traducción tradicional es ‘río de piedras’, ‘río que corre entre piedras’ o ‘valle de las fortalezas’. El fundador, Cristóbal de Oñate, nombró así a la ciudad en honor al conquistador del occidente de México, Nuño de Guzmán, que era oriundo de Guadalajara, España.
En México también se le conoce como La Perla de Occidente, La Perla Tapatía, La Novia de Jalisco[cita requerida] o La Ciudad de las Rosas. Su abreviatura oficial es Guad pero también es común el uso de las letras GDL para referirse a la ciudad.
Su gentilicio es guadalajarense, aunque popularmente (y tal vez de manera más común) también se conoce a las personas oriundas de Guadalajara como tapatías y tapatíos.

## Símbolos
El municipio de Guadalajara cuenta símbolos propios que identifican a la ciudad tapatía, dos de ellos son símbolos de uso para el ayuntamiento como el escudo de armas de la ciudad de Guadalajara y la histórica bandera de la ciudad de Guadalajara. Existen otros símbolos más populares que identifican a la ciudad como la Fuente de la Minerva, la Catedral Metropolitana, el Hospicio Cabañas, los mariachis y las tortas ahogadas.

### Bandera
Guadalajara es primer municipio jalisciense en adoptar oficialmente una bandera municipal un 4 de mayo de 2021.
|  | La bandera de Guadalajara es un lienzo de oro que tiene justo al centro el escudo municipal, tiene dos franjas en azul en la parte superior e inferior. |

### Escudo
|  | El escudo Escudo de armas de Guadalajara está blasonado así: El escudo de armas de Guadalajara tiene dos leones, puestos en salto, y arrimadas las patas a un pino de oro, realzado de verde, en campo azul, y por orla siete aspas coloradas en campo de oro, y por timble un yelmo cerrado, y por devisa una bandera roja con una cruz de Jerusalén de oro puesta en una vara de lanza, con sus trascoles y dependencias a follajes de azul y oro. Escudo de armas de la capital de la provincia de Nueva Galicia de la Nueva España. La bandera municipal tiene su origen en el periodo colonial y los colores son el azur y oro. |

## Historia

Antiguo escudo de nueva galicia.

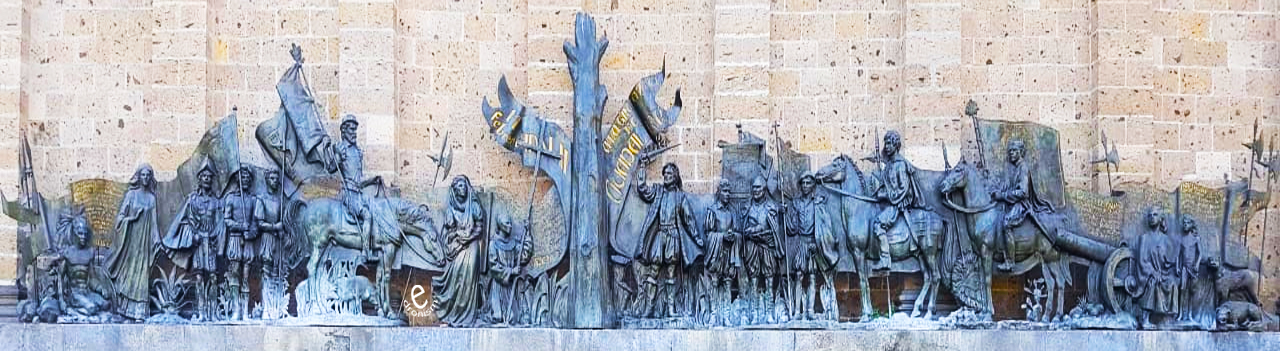
Fundación de Guadalajara. Bronce de Rafael Zamarripa donde se muestra a Cristóbal de Oñate acompañado de conquistadores, indígenas y frailes en la fundación.

Abarca un periodo de 483 años. Tras la victoria de Tonalá (acaecida el 25 de marzo de 1530), Nuño de Guzmán goza del tributo y homenaje de todas comunidades del valle de Atemajac, donde hoy se asienta la capital jalisciense. Inclusive, el conquistador aspira a ser nombrado por Carlos I de España como el primer marqués del Valle de Tonalá. Sin embargo, la ciudad tuvo cuatro asentamientos antes de establecerse su estancia en dicha capital, en un principio estuvo en Nochistlán en el paraje conocido como El Zapote, hoy llamado San Juan. La fundó Cristóbal de Oñate el 5 de enero de 1532, quien al efecto había sido comisionado por Nuño de Guzmán. Este deseaba contar con una ciudad que le sirviera para asegurar sus conquistas. La Villa de Guadalajara la fundaron 42 vecinos; el nombre de Guadalajara lo tomaron en recuerdo de la ciudad española homónima, cuna de Nuño de Guzmán. Poco duró la Villa en este sitio, con la anuencia de Guzmán, Juan de Oñate (hijo de Cristóbal de Oñate), Miguel de Ibarra y Sancho Ortiz, el 19 de mayo de 1533, proyectaron mudarla de lugar. Así, para el día 8 de agosto de 1533, Guadalajara se encontraba en su segundo asiento.
La nueva ciudad fue atacada el 28 de septiembre de 1535 por los aborígenes que habían participado en la Guerra del Mixtón. Oñate, entonces gobernador de la ciudad organizó una batalla contra los aborígenes de la que resultaron victoriosos los nuevos habitantes de Guadalajara. Pensaron entonces trasladarla al valle de Atemajac, por este valle corría el río San Juan de Dios y era un sitio más seguro para ser defendido de cualquier ataque de los naturales. Unos se trasladaron de Tlacotán a Tonalá y otros a Tetlán en donde el 9 de octubre de 1541 se pregonó el padrón de los nuevos vecinos. Oñate, el 5 de febrero de 1542, nombró a los integrantes del nuevo ayuntamiento que regiría los destinos de la nueva ciudad. Finalmente, el 14 de febrero de 1542 se fundó la ciudad de Guadalajara en el sitio donde actualmente se encuentra; asentándose, además de Oñate, 63 familias españolas (incluida por aquel entonces Portugal). Se instaló el primer ayuntamiento de la actual Guadalajara, presidido por el vizcaíno Miguel de Ibarra. Además, en agosto de 1542 llegaron a su destino las reales cédulas expedidas por el emperador Carlos I de España, en noviembre de 1539, en las cuales concedía a Guadalajara el título de ciudad y escudo de armas. Ese mismo mes se pregonaron ambas cédulas en la plaza mayor de la novel y definitiva Guadalajara.
Para la guerra de Independencia, Guadalajara desempeñó un papel importante, ya que fue en esta ciudad donde el cura Miguel Hidalgo y Costilla, declaró la abolición de la esclavitud. Fue también aquí donde publicó el periódico El Despertador Americano donde publicaba sus ideas. En las cercanías del lugar, en el puente de Calderón, tuvo lugar la batalla donde fueron vencidos los insurgentes. Guadalajara también fue testigo de la muerte del insurgente José Antonio “El Amo Torres”, quien ayudó a Hidalgo a tomar la ciudad. Al terminar la guerra de independencia, y con la proclamación de estado libre y soberano de Jalisco, Guadalajara se convirtió en la capital del estado.
El Porfiriato había terminado y estallaba la revolución mexicana. Para ese entonces Guadalajara reinaba la calma aparente (ya que el conflicto se concentraba en la capital). Después del conflicto cristero, la paz regresó a Guadalajara. Durante un largo periodo la ciudad floreció y que comenzó a crecer desde la colonia, nacían así los nuevos conceptos arquitectónicos que decorarían la ciudad con estilos desde los años 1920 hasta los años de 1980.
Asimismo, las secuelas del crac del 29 repercutieron mucho más de lo deseado. La década de 1940 fueron de tranquilidad social y política, y de crecimiento marcado en el comercio, la industria y la demografía. Guadalajara creció aceleradamente hasta ocupar un sitio como metrópolis mexicana industrial, turística y de servicios y como la segunda economía en México después de la Ciudad de México.

## Geografía

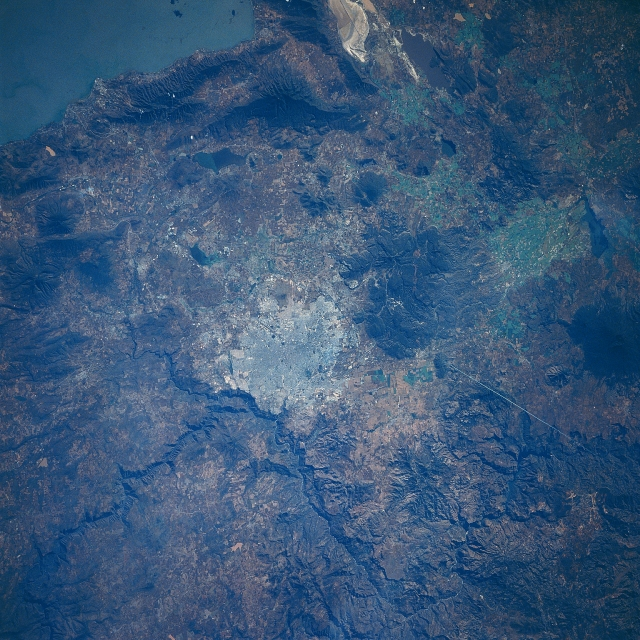
Imagen de satélite de Guadalajara, el norte se encuentra hacia abajo, en la parte superior izquierda el lago de Chapala, y en la parte inferior izquierda la barranca de Huentitán.

La ciudad de Guadalajara se encuentra en el estado de Jalisco y se asienta en el Valle de Atemajac, que en náhuatl significa lugar donde el agua se bifurca, en el Eje Neovolcánico. Tiene una altitud promedio de 1570 m s. n. m. (metros sobre el nivel del mar), en su mayoría son lomas bajas, cuyo punto más alto es el Cerro del Cuatro (20°36′3.97″N 103°21′47.52″O / 20.6011028, -103.3632000). La ciudad cuenta con el río San Juan de Dios, que se encuentra entubado, al norte con el Río Santiago y el Arroyo Atemajac, y al sur se encuentran los manantiales del Agua Azul. Su extensión territorial es de 142.4 km², y de más de 850 km² en aglomeración. El suelo es de origen volcánico y del periodo Cuaternario y Terciario de la Era Cenozoica, de uso urbano en su mayoría. La actividad sísmica es de moderada a intensa y la actividad volcánica se reduce al Volcán de la Primavera, en la Sierra Primavera.

### Clima
Guadalajara tiene un clima subtropical húmedo templado (clasificación climática de Köppen: Cwa) con lluvias en verano de humedad media e invierno mayormente seco. Los días de primavera comprenden los más secos y cálidos del año, siendo en todo mayo y principios de junio, los más calurosos de esta época y por ende del año, con máximas qué ocasionalmente superan los 35 °C, y con mínimas que varían entre los 13 °C y 20 °C en las noches más cálidas.
Posteriormente (en verano) llega la temporada de lluvias que tiene lugar después de la primera quincena de junio hasta finales de octubre, presentándose tormentas con intensa actividad eléctrica, fuertes vientos y en ocasiones granizadas, como consecuencia de esto las temperaturas máximas bajan a un promedio de 26.5 °C en esta época del año. De esta temporada destaca el mes de julio por ser el más húmedo, lluvioso y con más cantidad de días nublados en todo el año, por esto mismo suele ser el más representativo de la temporada.
Hacia otoño e invierno las lluvias se reducen y dan paso a los días soleados y vientos fríos del norte. En invierno la temperatura mínima promedio es de 5 °C, pero pueden ocurrir ocasionales heladas, especialmente en las afueras de la ciudad cerca del municipio de Zapopan, con temperaturas que pueden descender por debajo de los −2 °C durante las noches más frías. Aun así, es relativamente común que la temperatura dentro de Guadalajara descienda en el amanecer (alrededor de las 8:00 a. m.) hasta caer a 1 °C o 0 °C, en al menos cuatro ocasiones, entre diciembre, enero y febrero. Las temperaturas diurnas (en invierno) pueden variar, entre 12 °C y 26 °C, según sean días lluviosos, soleados o haya algún frente frío. Sin embargo los días cálidos son numerosos, pudiendo registrarse incluso en febrero tardes con 28-30 °C.[cita requerida]

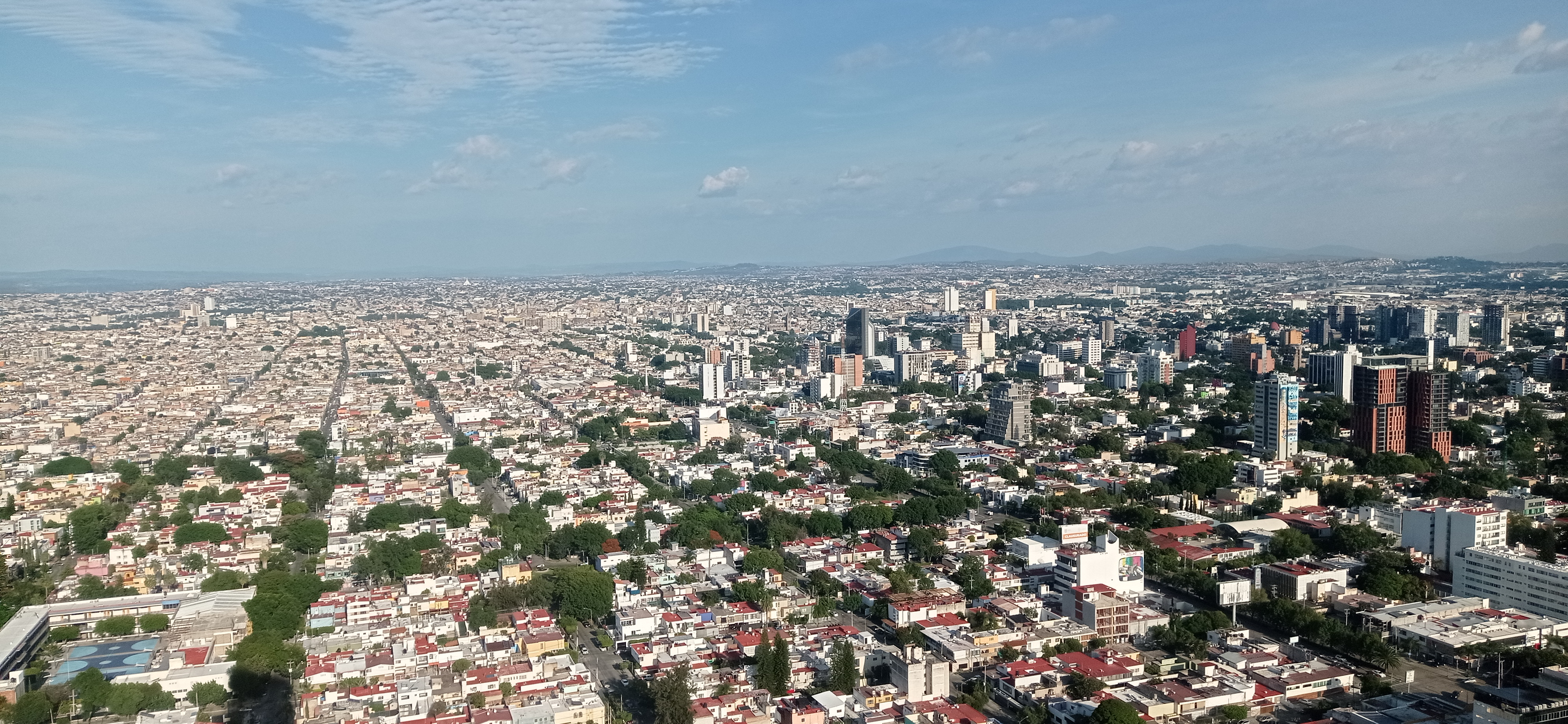
Día de soleado en la ciudad

La temperatura más alta registrada en Guadalajara fue de 47 °C, el 28 de marzo de 1947; por lo contrario, la temperatura más baja registrada en la ciudad fue de −1.5 °C, el 1 de enero de 1971.
Debido a su posición geográfica y a su elevación, Guadalajara tiene el 50 % del año (de abril a septiembre) un índice UV (radiación ultravioleta) extremo; alcanzando este su punto mínimo dentro de la ciudad de noviembre a enero (UV 5).
| Parámetros climáticos promedio de Guadalajara (1951-2020)                                                                  | Parámetros climáticos promedio de Guadalajara (1951-2020) | Parámetros climáticos promedio de Guadalajara (1951-2020) | Parámetros climáticos promedio de Guadalajara (1951-2020) | Parámetros climáticos promedio de Guadalajara (1951-2020) | Parámetros climáticos promedio de Guadalajara (1951-2020) | Parámetros climáticos promedio de Guadalajara (1951-2020) | Parámetros climáticos promedio de Guadalajara (1951-2020) | Parámetros climáticos promedio de Guadalajara (1951-2020) | Parámetros climáticos promedio de Guadalajara (1951-2020) | Parámetros climáticos promedio de Guadalajara (1951-2020) | Parámetros climáticos promedio de Guadalajara (1951-2020) | Parámetros climáticos promedio de Guadalajara (1951-2020) | Parámetros climáticos promedio de Guadalajara (1951-2020) |
| Mes | Ene.                                                      | Feb.                                                      | Mar.                                                      | Abr.                                                      | May.                                                      | Jun.                                                      | Jul.                                                      | Ago.                                                      | Sep.                                                      | Oct.                                                      | Nov.                                                      | Dic.                                                      | Anual                                                     |
| --- | --------------------------------------------------------- | --------------------------------------------------------- | --------------------------------------------------------- | --------------------------------------------------------- | --------------------------------------------------------- | --------------------------------------------------------- | --------------------------------------------------------- | --------------------------------------------------------- | --------------------------------------------------------- | --------------------------------------------------------- | --------------------------------------------------------- | --------------------------------------------------------- | --------------------------------------------------------- |
| Temp. máx. abs. (°C) | 35.0                                                      | 38.0                                                      | 47.0                                                      | 41.0                                                      | 39.0                                                      | 38.5                                                      | 37.0                                                      | 36.5                                                      | 36.0                                                      | 35.0                                                      | 32.1                                                      | 33.0                                                      | 47.0                                                      |
| Temp. máx. media (°C) | 24.7                                                      | 26.5                                                      | 29.0                                                      | 31.2                                                      | 32.5                                                      | 30.5                                                      | 27.5                                                      | 27.3                                                      | 27.1                                                      | 27.1                                                      | 26.4                                                      | 24.7                                                      | 27.9                                                      |
| Temp. media (°C) | 17.1                                                      | 18.4                                                      | 20.7                                                      | 22.8                                                      | 24.5                                                      | 23.9                                                      | 22.0                                                      | 21.9                                                      | 21.8                                                      | 21.0                                                      | 19.2                                                      | 17.5                                                      | 20.9                                                      |
| Temp. mín. media (°C) | 9.5                                                       | 10.3                                                      | 12.3                                                      | 14.3                                                      | 16.4                                                      | 17.3                                                      | 16.5                                                      | 16.4                                                      | 16.5                                                      | 14.9                                                      | 12.1                                                      | 10.3                                                      | 13.9                                                      |
| Temp. mín. abs. (°C) | -1.5                                                      | 0.0                                                       | 1.0                                                       | 0.0                                                       | 1.0                                                       | 8.5                                                       | 9.0                                                       | 11.0                                                      | 10.0                                                      | 7.9                                                       | 3.0                                                       | -1.3                                                      | -1.5                                                      |
| Precipitación total (mm)                                                                                                   | 15.6                                                      | 6.6                                                       | 4.7                                                       | 6.2                                                       | 24.9                                                      | 191.2                                                     | 272.5                                                     | 226.1                                                     | 169.5                                                     | 61.4                                                      | 13.7                                                      | 10.0                                                      | 1002.4                                                    |
| Días de lluvias (≥ 0.1 mm)                                                                                                 | 2.1                                                       | 1.2                                                       | 0.7                                                       | 1.1                                                       | 3.5                                                       | 15.2                                                      | 21.6                                                      | 20.0                                                      | 15.5                                                      | 6.4                                                       | 1.8                                                       | 1.8                                                       | 90.9                                                      |
| Horas de sol | 204.6                                                     | 226.0                                                     | 263.5                                                     | 261.0                                                     | 279.0                                                     | 213.0                                                     | 195.3                                                     | 210.8                                                     | 186.0                                                     | 220.1                                                     | 225.0                                                     | 189.1                                                     | 2673.4                                                    |
| Humedad relativa (%) | 60                                                        | 57                                                        | 50                                                        | 46                                                        | 48                                                        | 63                                                        | 71                                                        | 72                                                        | 71                                                        | 68                                                        | 63                                                        | 64                                                        | 61                                                        |
| Fuente: Servicio Meteorológico Nacional, Instituto de Astronomía y Meteorología y Colegio de Postgraduados (humedad y sol) |                                                           |                                                           |                                                           |                                                           |                                                           |                                                           |                                                           |                                                           |                                                           |                                                           |                                                           |                                                           |                                                           |

### Recursos naturales

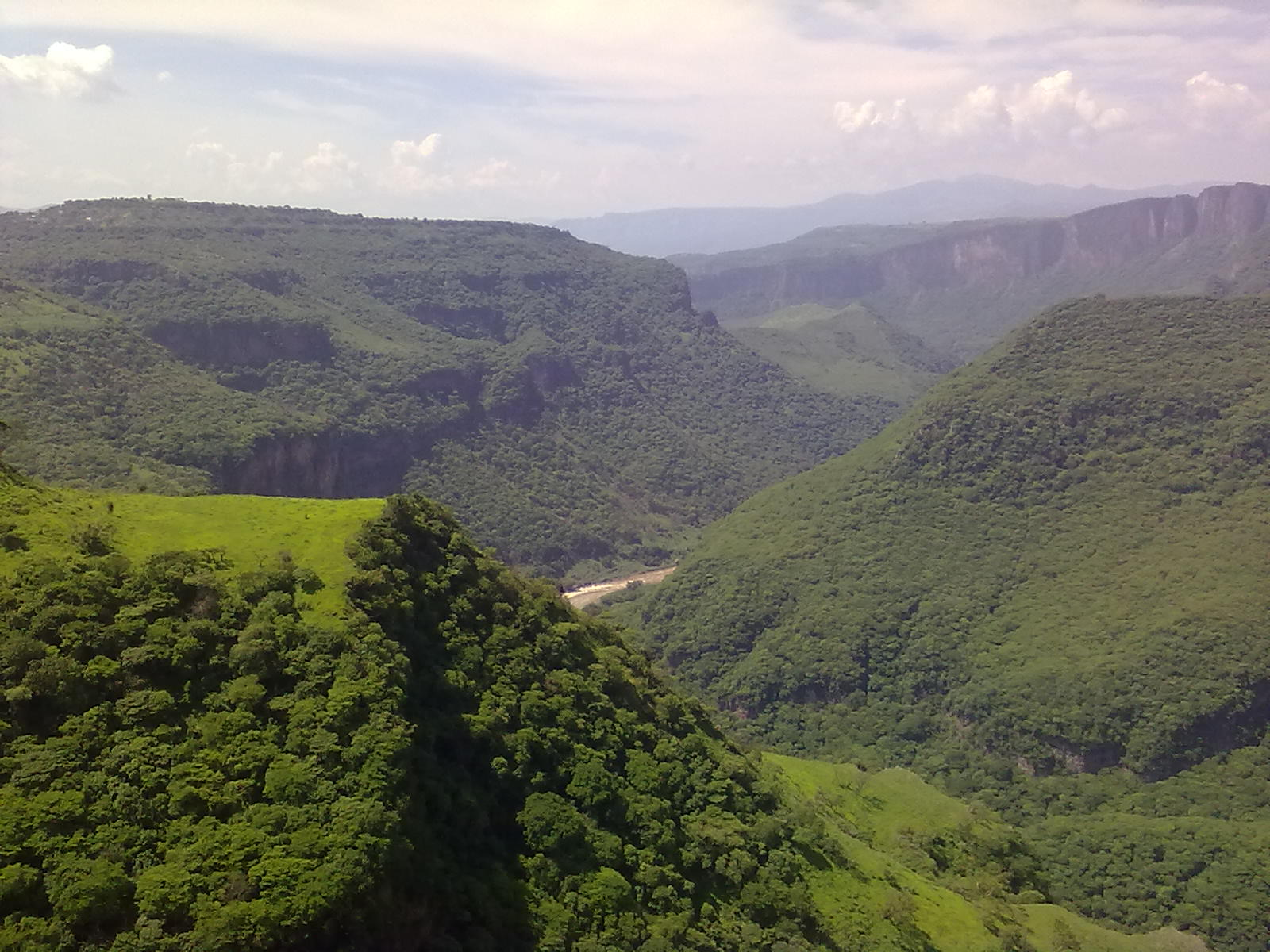
Barranca de Huentitán.

La riqueza natural de Guadalajara está representada por el Bosque de la Primavera, Los Colomos, y la Barranca de Huentitán. La flora se destaca por pinos michoacanos, diferentes especies de encinos, liquidámbar, fresnos, sauces; y árboles introducidos como tabachines, jacarandas y ficus, además de orquídeas, rosas y varias especies de hongos. La fauna se reduce a la típica fauna urbana, además de 106 especies de mamíferos, 19 especies de reptiles y seis especies de peces.
La Barranca de Huentitán (también conocida como Barranca de Oblatos) se localiza al norte del municipio de Guadalajara. Mide aproximadamente 1.136 hectáreas y tiene una profundidad promedio de 600 metros de diferencia. La diferencia en altitudes de la curva de nivel más alta (1520 m s. n. m.) y la más baja (1000 m s. n. m.) es de 520 metros en el punto del riel del funicular. Este cañón es nombrado también como Oblatos-Huentitán debido a que atraviesa dos áreas de la ciudad llamadas Oblatos y Huentitán respectivamente.
La Cascada Cola de Caballo: está ubicada en la carretera Guadalajara a Zacatecas (km 15) a unos pocos kilómetros del Periférico norte justo después de pasar el poblado de San Esteban. La cascada está formada por una corriente proveniente del Valle de Atemajac pero ahora, por estar tan cerca de Guadalajara y de una colonia con muy poco desarrollo, se encuentra muy contaminada.
Bosque urbano o bosque de Colomos, donde se encuentra el jardín japonés, ubicado en la parte noroeste de Guadalajara. Fue una de las principales fuentes de abastecimiento de la ciudad, y en la actualidad sigue brindando ese vital líquido a algunas colonias aledañas. Actualmente, este bosque cuenta con 92 hectáreas de masa forestal en la que destacan los pinos, eucaliptos y cedros. Posee variados atractivos como: estanques, áreas de juegos infantiles y de campamento.

## Política y gobierno

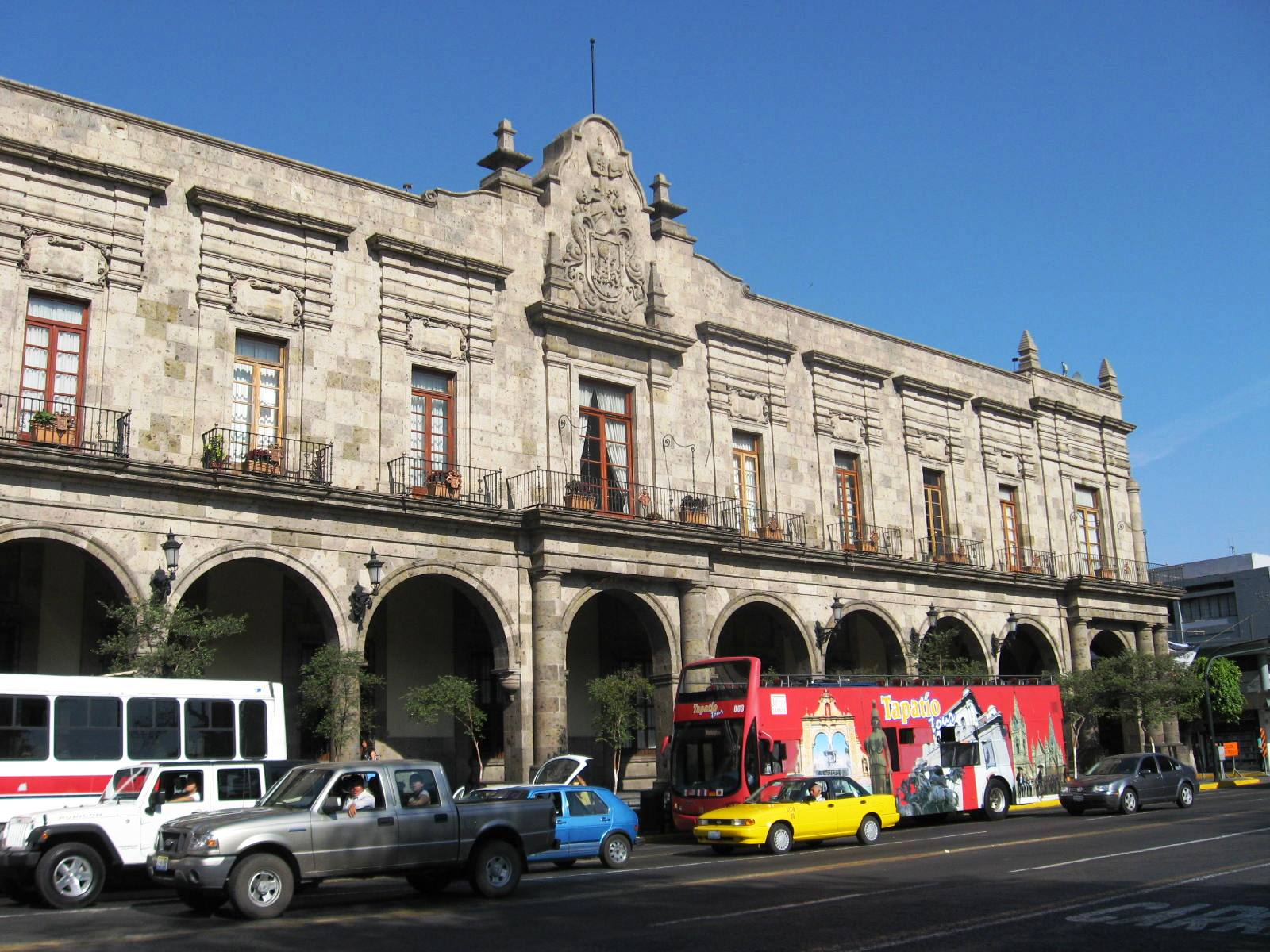
Palacio Municipal de Guadalajara, sede del ayuntamiento de dicho municipio.

Al igual que el resto de los municipios en México, Guadalajara es regida por un presidente municipal, quien ejerce el poder ejecutivo durante tres años consecutivos.
El poder legislativo lo tiene el cabildo, formado por la planilla escogida por el candidato a la alcaldía, compuesto por regidores, quienes no son elegidos por la ciudadanía por voto directo o indirecto, sino que la planilla pasa en automático si gana el alcalde.
El municipio está dividido en cinco distritos electorales para fines de elección de los representantes de la ciudad en el poder legislativo federal. Dichos distritos son el VIII, IX, XI, XIII y XIV del estado de Jalisco.

### División administrativa

Zonas en las que se divide el municipio de Guadalajara

Sectores en los que se divide la Zona metropolitana de Guadalajara.

Debido al crecimiento de la mancha urbana, el área metropolitana se compone de los siguientes municipios: Guadalajara, Zapopan, Tonalá, Tlaquepaque, Tlajomulco de Zúñiga, El Salto, Juanacatlan, Ixtlahuacán de los Membrillos y Zapotlanejo. Cada municipio es gobernado por un alcalde de elección popular y con un mandato de tres años. Los alcaldes, junto con un grupo de regidores de nombre Cabildo, forman un Ayuntamiento.
En este sentido cada municipio urbano y conurbano es autónomo, y lo que los une en pos del área metropolitana es el Consejo Metropolitano, el que está formado por los municipios ya mencionados y está regido por el gobernador del estado. Este grupo tiene por función ver los problemas y soluciones del área urbana y resolverlos en conjunto principalmente. Cada municipio se divide en zonas, estas tienen por función el ordenamiento del planeamiento urbano en general, Guadalajara cuenta con las siguientes siete zonas: Centro, Minerva, Huentitán, Oblatos, Olímpica, Tetlán y Cruz del Sur.
Igualmente el área metropolitana está dividida en cuatro sectores: Juárez, Hidalgo, Libertad y Reforma.

## Demografía
Guadalajara tiene una población de 1 385 621 habitantes, según datos de 2020. Es la ciudad de la de mayor conurbación dentro del área metropolitana de Guadalajara, y la tercera ciudad más poblada de México; tras la Ciudad de México y Monterrey.
En 2018, la ONU listó a las cien aglomeraciones urbanas más pobladas del mundo. México destacó con tres ciudades en la lista: Ciudad de México, Guadalajara y Monterrey.

### Límites

Mapa del municipio de Guadalajara.

Ubicación de la ciudad de Guadalajara en el área metropolitana de Guadalajara.

El municipio de Guadalajara se localiza en la Región Centro del Estado de Jalisco, entre las coordenadas geográficas máximas Sur 20° 36′ 13.464″ (20.603740°), y Norte 20° 45′ 9.2448″ (20.752568°) de latitud norte, y Este 103° 15′ 58.6656″ (103.263764°) y Oeste 103° 24′ 25.218″ (103.407005°) de longitud oeste, a una altitud de 1700 m s. n. m. (metros sobre el nivel del mar).
Las coordenadas máximas del párrafo anterior corresponden, respectivamente, a: 1. una finca ubicada inmediatamente al norte de la casa número 102 de la calle Mirasol, entre Belén y Flor de Santa María, en la Colonia Nueva Santa María (extremo sur); 2. la confluencia de los ríos San Juan de Dios y Santiago (extremo norte); 3. el límite oriente del Parque de la Solidaridad, en Avenida Patria Oriente, aproximadamente 60 metros al norte de su intersección con la calle Laurel (extremo oriente); y 4. el centro de la glorieta de las avenidas Acueducto y Patria (extremo poniente).
El municipio de Guadalajara se encuentra delimitado al norte con Zapopan e Ixtlahuacán del Río, al oriente con Zapotlanejo y Tonalá, al sur con Tlaquepaque, y al poniente con Zapopan.

### Comunidades cercanas
El crecimiento de la ciudad se debe a que Guadalajara (cabecera) ha crecido y se adjudicó las comunidades más cercanas. Así ocurrió con las antiguas comunidades Atemajac, Huentitán, Tetlán, Analco, Mexicaltzingo, Mezquitan y San Andrés, entre otras, que fueron absorbidas por el crecimiento de la cabecera municipal y que forman ahora parte integral de la conurbación, quedando totalmente urbanizadas.
Actualmente las comunidades más cercanas a Guadalajara son:
- Ixtlahuacán del Río (a 21,7 km de la cabecera municipal de Guadalajara, 20°51′48.96″N 103°14′22.57″O / 20.8636000, -103.2396028).
- Santa Anita (a 19,6 km de la cabecera municipal de Guadalajara, 20°32′59.09″N 103°26′29.50″O / 20.5497472, -103.4415278).
- Santa Cruz de las Flores (a 27,9 km de la cabecera municipal de Guadalajara, 20°28′49.33″N 103°30′29.09″O / 20.4803694, -103.5080806).
- Nuevo México (a 14 km de la cabecera municipal de Guadalajara, 20°45′47.02″N 103°26′27.24″O / 20.7630611, -103.4409000).
- Tesistán (a 20,8 km de la cabecera municipal de Guadalajara, 20°47′54.91″N 103°28′39.85″O / 20.7985861, -103.4777361).
- La Primavera (a 24,4 km de la cabecera municipal de Guadalajara, 20°37′59.25″N 103°33′35.37″O / 20.6331250, -103.5598250).

### Zona metropolitana de Guadalajara

Mapa de la Zona metropolitana de Guadalajara y su respectiva conurbación.

El área metropolitana de Guadalajara (AMG) o zona metropolitana de Guadalajara (ZMG), es el área geográfica resultante del fenómeno de conurbación que ha tenido la capital del estado de Jalisco, junto con municipios aledaños. En conjunto, las ciudades y localidades fusionadas son coloquialmente conocidas como Ciudad de Guadalajara, por ser la capital del estado, y ciudad con mayor relevancia histórica en la región Centro de Jalisco.
En 2022 y según un estudio del Laboratorio Nacional de Políticas Públicas (LNPP) del Centro de Investigación y Docencia Económicas (CIDE), instancia encargada de coordinar el estudio bajo el apoyo de Citibanamex y en colaboración con el Instituto Mexicano para la Competitividad (IMCO) y el Centro Mario Molina (CMM), Guadalajara fue nombrada la ciudad más sustentable de México, por delante de Hermosillo, Sonora y Culiacán, Sinaloa.
Guadalajara, también tiene un alto desempeño en competitividad urbana; pues de acuerdo con el Índice de Competitividad Urbana IMCO (2024), Guadalajara es la cuarta ciudad del país con mayor competitividad; sólo por debajo de Saltillo,        La Ciudad de México y Monterrey, y por encima de Chihuahua y Querétaro. 
Con 5 110 617 de habitantes en 2020, el área metropolitana de Guadalajara está entre las tres áreas metropolitanas más pobladas de México, junto con la zona metropolitana del Valle de México y la zona metropolitana de Monterrey, así como el número 79.ª a nivel mundial, según datos del Instituto Nacional de Estadística y Geografía (INEGI). Forma parte de la macrorregión del Bajío.
Para todos los municipios involucrados, pertenecer a la zona metropolitana de Guadalajara es de gran relevancia, pues al ser la capital de Jalisco, ha sido el centro del desarrollo y del poder político y económico de dicho estado, de modo que los municipios pueden participar en proyectos de urbanización cofinanciados por el Gobierno del Estado en beneficio de todos los municipios.
Esta situación plantea retos en materia de definición de competencias y de coordinación entre los tres órdenes de gobierno, que posibiliten la planeación y administración integral del territorio, la gestión de los servicios públicos y el ejercicio pleno de los derechos de sus ciudadanos. En este contexto, la identificación del número y tamaño de la zona metropolitana es de fundamental interés para la toma de decisiones, especialmente para los diferentes sectores encargados de diseñar e instrumentar políticas de desarrollo con un referente territorial.
La base económica del AMG se fundamenta en una industria diversificada, las principales actividades económicas de la zona están basadas en el sector terciario y secundario. En los últimos años se ha incrementado la localización industrial, en la zona metropolitana, principalmente en algunas ramas de punta como la electrónica y la cibernética, lo que ha impreso un nuevo sello a la estructura productiva y a la fisonomía de los suburbios tapatíos.
El AMG es la segunda aglomeración del país en términos de sus intercambios comerciales y la tercera por el volumen de su producción industrial. La conurbación concentra cerca del 75 % de las industrias jaliscienses, siendo así el principal centro de actividades económicas del estado. Las principales actividades en la zona metropolitana son la industria manufacturera, el comercio, los servicios personales y de mantenimiento, así como los servicios comunales y sociales.

### Población

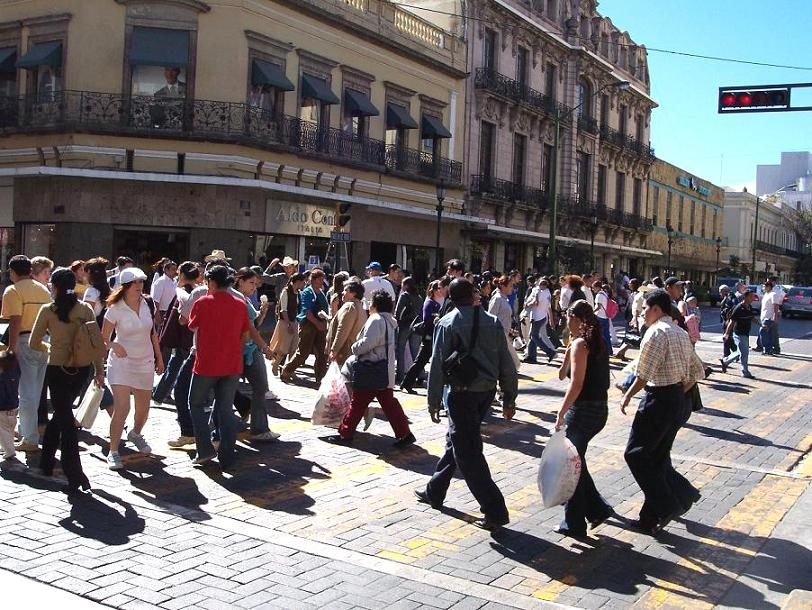
Avenida Juárez, en el centro de la ciudad.

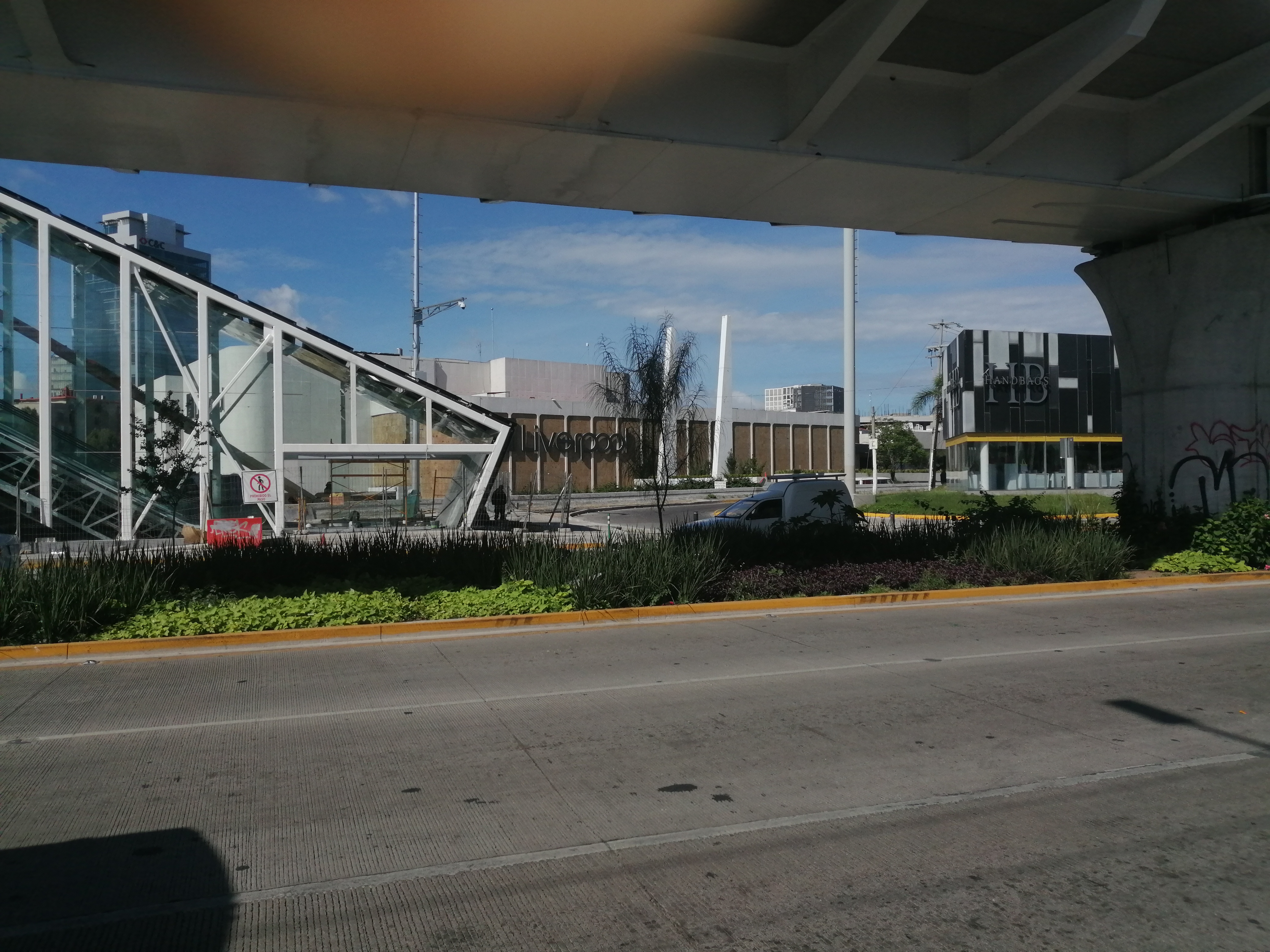
Plaza Patria.

El incremento de la población del municipio fue de un 0.80 % desde 1995 al 2000, representado con un incremento de 13 103 habitantes aproximadamente. La tasa de crecimiento anual en la ciudad del período 1995 al 2000 fue de 0.0 %. Esta tasa se redujo considerablemente desde 1990 a 1995, en el que la tasa de aumento era de −0.2 %.
La densidad de población del municipio de Guadalajara no ha cambiado mucho desde el año 1980, casi siempre se ha mantenido por encima de los 8000 hab./km² (habitantes por kilómetro cuadrado). La mayoría de la población en el municipio es urbana, debido a que gran parte del municipio es de uso urbano, la única área sin urbanizar corresponde a la barranca de Huentitán, debido a sus características y por ser un patrimonio natural del municipio. La población se concentra más si es de tipo urbano que rural; a pesar de esto todavía se encuentra un grado de población rural.

### Religión

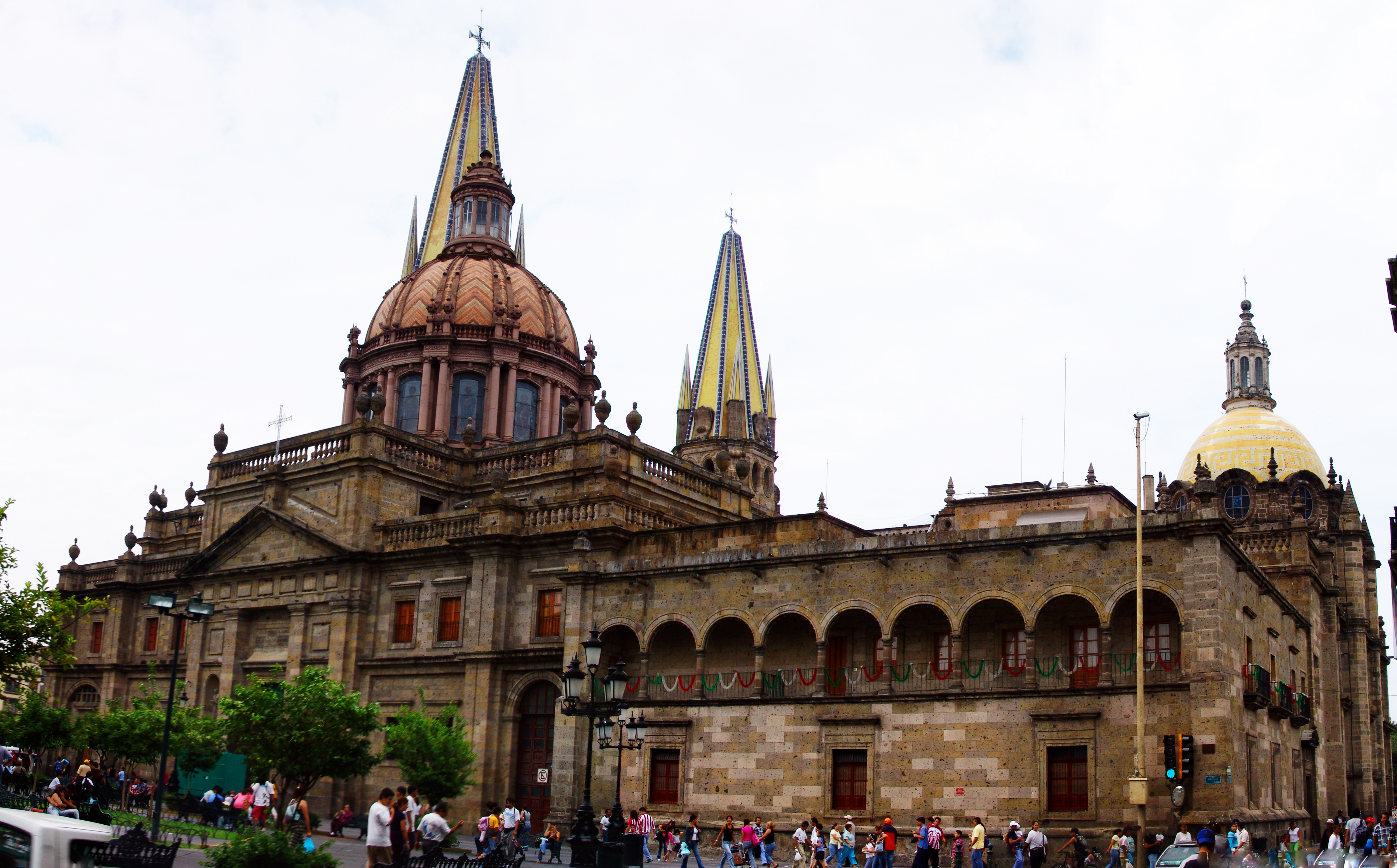
Sede de la Arquidiócesis de Guadalajara, a espaldas de la catedral.

La ciudad es sede de la segunda arquidiócesis católica más importante de México, la Arquidiócesis de Guadalajara, solo detrás de la Arquidiócesis Primada de México. Posee además el seminario con mayor número de estudiantes, no solo de México sino a nivel mundial con 622 seminaristas en etapa de seminario mayor. La Arquidiócesis de Guadalajara reportó en 2009 los siguientes números: 432 parroquias, 1100 sacerdotes diocesanos, 341 sacerdotes religiosos, 25 ordenaciones sacerdotales diocesanas y 21 ordenaciones sacerdotales de las congregaciones religiosas. Entonces había en la Arquidiócesis de Guadalajara un sacerdote diocesano por cada 6454 habitantes del territorio pastoral.
Guadalajara alberga un gran número de seguidores cristianos de otras filiaciones; protestantes, anglicanos, ortodoxos, mormones y testigos de Jehová. También cuenta con una comunidad judía establecida. Dicha presencia se remonta a las primeras décadas del siglo XX, cuando la comunidad estaba dividida entre judíos de origen ashkenazí y judíos de origen sefaradí. A mediados de los años 1960, ambas comunidades deciden fusionarse y trabajar de manera conjunta. Bajo dicha unión, los judíos de la ciudad vivieron alrededor de 40 años. El nuevo siglo trajo a la vida judía de la ciudad la ruptura de la organización unificada, generándose la división entre la Comunidad Israelita de Guadalajara, con rito ortodoxo, y la Comunidad Hebrea de Guadalajara, con rito conservador.
También hay un importante número de creyentes en las doctrinas del budismo, hinduismo y "nuevas religiones" (rainbow, rastafari, nueva era, y otras). La ciudad es centro mundial de la Iglesia La Luz del Mundo.

## Sistema de servicios públicos
Cuenta actualmente con una extensa gama de servicios públicos dedicados a la ciudadanía. La mayoría son solventados por el gobierno estadual de Jalisco, y otros por la iniciativa privada.
Servicios de seguridad
La Secretaría de Seguridad Pública (SSP) es una dependencia directa del gobierno federal. Actualmente Guadalajara cuenta con su propia dependencia de seguridad pública subsidiaria de la secretaría estatal de seguridad pública. La misión de la SSP de Guadalajara es salvaguardar la integridad y derechos de los habitantes y visitantes, instituciones públicas, privadas y organizaciones de la sociedad civil del municipio de Guadalajara, así como preservar las libertades, el orden y la paz públicos mediante la disuasión y prevención de delitos e infracciones con la inteligencia policial, dentro de los principios de legalidad, eficiencia, profesionalismo y honradez en la actuación de los integrantes de la dirección general de seguridad pública.
Guardabosques
La Unidad de Vigilancia de Áreas Verdes y Centros Deportivos, comúnmente conocidos como Guardabosques, es una subdependencia de la SSP, y es la encargada de mantener la vigilancia en parques, bosques y áreas verdes. Su primordial labor es de vigilancia, protección de flora y fauna, saneamiento, reforestación y control forestal. En materia de Educación Ambiental, Guardabosques a estructurado varios recorridos guiados, denominados Rutas Ecológicas, en el Bosque Los Colomos y en la Barranca Oblatos-Huentitán, impulsando a los grupos escolares desde primaria hasta profesional, a obtener mayor conciencia sobre la protección de los recursos naturales.
Servicios de Bomberos
La dirección de bomberos es una dependencia a cargo del gobierno Municipal, considerada una de las más importantes dependencias en el sistema de emergencias de Guadalajara. La dirección de bomberos de Guadalajara cuenta con 5 estaciones, más 5 bases alfa, que monitorean solo la Zona metropolitana de Guadalajara. También cuentan, bajo la dirección de bomberos de Guadalajara, con un escuadrón canino para el rescate de víctimas, en accidentes. Dicho escuadrón está capacitado para la búsqueda de víctimas, personas extraviadas y aparatos explosivos, además de intervenir en rescate acuático.
Así mismo se realizan labores de prevención y supervisión a través de la Dirección técnica de Inspección y el Departamento de Capacitación que proveen de información y asesoría a la población en general a través de programas establecidos y sobre la base de necesidades.
Por otra parte, desdee 1995 el departamento de bomberos cambió por Dirección y en 1997 la dirección de la Unidad Municipal de Protección Civil (PC) recae en el director de Bomberos. La PC es un sistema de emergencias, que está coordinado por la dirección general de bomberos de Guadalajara.
Sistema de emergencias

## Servicios de salud
El tema de salud es atendido por la Secretaría de Salud del gobierno estatal, el Instituto Mexicano del Seguro Social (IMSS), el Instituto de Seguridad y Servicios Sociales de los Trabajadores del Estado (ISSSTE), el Hospital Civil, la Cruz Verde, la Cruz Roja Mexicana, además de un gran número de clínicas y hospitales particulares, así como gabinetes de radiodiagnóstico.
El bienestar social es atendido en sus diferentes vertientes por el Sistema para el Desarrollo Integral de la Familia (DIF), a través del Comité Municipal y algunos otros organismos asistenciales públicos y privados.

## Urbanismo
El urbanismo de Guadalajara en Jalisco, México, se desarrolló conforme a los cambios históricos y territoriales de la ciudad, y en consonancia con otros factores definitorios del espacio público, como la arquitectura, las infraestructuras urbanas y la adecuación y mantenimiento de espacios naturales, parques y jardines.
La traza urbana dentro del municipio de Guadalajara puede considerarse variada, ya que dentro de él se sitúan varias formas de calles, avenidas, colonias y fraccionamientos que tienen diferentes trazos como el ortogonal, es decir, con líneas horizontales y verticales que se cruzan, e irregular, es decir, calles y avenidas sin sentido, pero en general podemos decir que Guadalajara cuenta con una traza de estrella, que son cinco salidas, con varios anillos viales a su alrededor y cruzando en ellos.
Al inicio de Guadalajara, esta contaba con una traza ortogonal, es decir, con líneas horizontales y verticales que se cruzan, sin embargo al paso de los años y al ir creciendo hacia el río San Juan de Dios, esta traza se inclinó aunque se siguió con la misma tendencia, a diferencia del lado norte, oeste y sur, donde se siguieron las mismas líneas de calles.
Esto cambiaría cuando se introdujo el ferrocarril a Guadalajara en 1888, ya que en el siglo XX al urbanizarse en el sur, sufrió otra inclinación, se da el mismo caso que en San Juan de Dios. Con el paso del tiempo y la adjuntación de pueblos, primeramente Analco, Mexicaltzingo, Mezquitan y San Juan de Dios, y posteriormente han hecho que Guadalajara tenga una variada traza, a esto se suma su crecimiento acelerado en el siglo XX, lo que generó la traza ya mencionada.
Durante el gobierno de José de Jesús González Gallo, entre 1947 y 1953, Guadalajara fue objeto de obras públicas que cambiaron en parte el paisaje urbano del centro histórico de la urbe.
Destacan las ampliaciones de las avenidas Alcalde-16 de septiembre y Juárez, mismas que ya no eran suficientes para el creciente número de automóviles que, día a día, circulaban por el centro de la ciudad. Así pues, para agrandar las avenidas fue necesario derrumbar edificios y emparejar el trazo de la calle. Aquellas demoliciones no han dejado de generar controversia, pues, aunque se procuró modernizar y agilizar al centro de Guadalajara, no deja de ser lamentable la pérdida irreparable de muchas construcciones antiguas con valor arquitectónico e histórico.
Algunos otros edificios del entorno de la catedral de Guadalajara fueron derribados con el propósito de dejar grandes espacios abiertos en los cuatro costados de la sede episcopal, dando forma a una gran cruz latina en cuyo centro sobresale la Catedral.
La Cruz de Plazas se conformó a partir de la ya existente Plaza de Armas, en el costado sur de la iglesia. En este espacio no fueron necesarias las demoliciones. En cambio, al frente de la fachada principal de la catedral sí fue necesario abrir el espacio para la plaza del Ayuntamiento (posteriormente conocida como plaza de la Fundación, plaza de los Laureles y Plaza Guadalajara, sucesivamente). Asimismo, al norte, una antigua iglesia del siglo XVII fue reemplazada por la plaza de la Rotonda de los Hombres Ilustres (mausoleo en el que están depositados los restos de jaliscienses destacados). Finalmente, para completar la cruz en su parte más larga, fueron arrasadas por completo las antiguas mansiones que ocupaban las dos manzanas entre la fachada posterior de la catedral y la fachada frontal del Teatro Degollado, dando lugar a la plaza de la Liberación (llamada también plaza de los Tres Poderes, y conocida como plaza de las Dos Copas).
En su empeño por hacer de Guadalajara una ciudad sustentable se ha construido el corredor México (COME) desde la avenida López Mateos hasta Juan Palomar y Arias, con la intención de ampliar la infraestructura de la ciclovía por la avenida México y el mejoramiento y embellecimiento con jardines y el establecimiento de un Punto Limpio.

## Economía

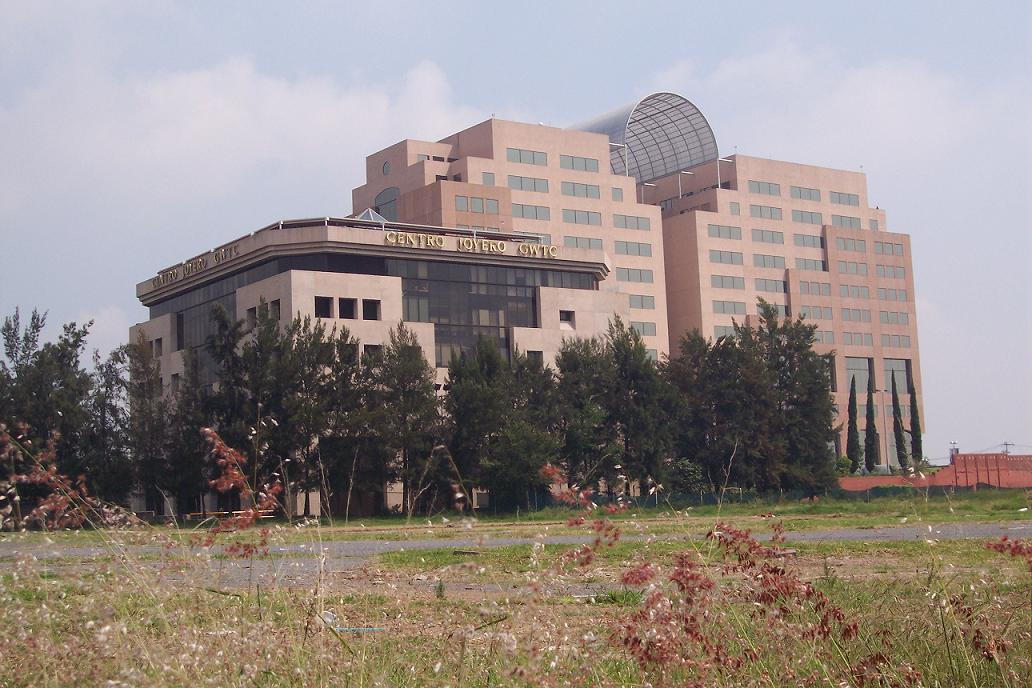
World Trade Center Guadalajara, importante sede de corporativos en la ciudad.

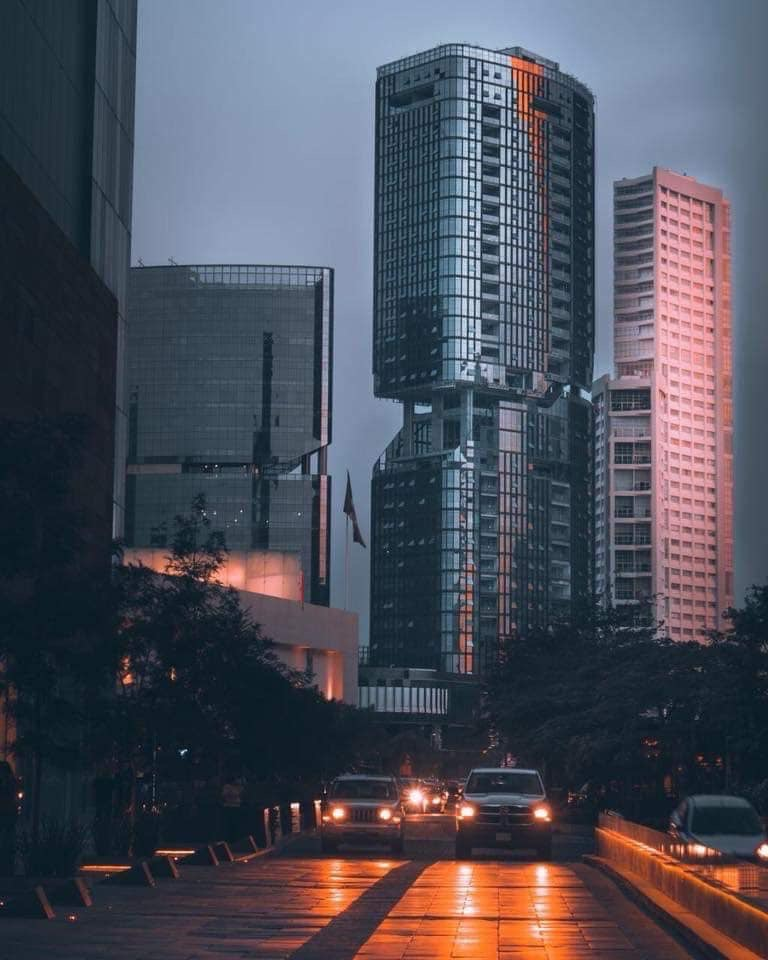
The Landmark Guadalajara, centro comercial y financiero de la zona metropolitana.

La economía de Guadalajara está activa en los tres sectores económicos (actividades económicas) que son el Primario, Secundario y Terciario. Las actividades primarias se basan en el tránsito y comercio de ganado bovino, porcino, ovino, caprino, equino, avícola. Las actividades secundarias se basan en las industrias textil y metalmecánica. Guadalajara es la capital industrial en el occidente de México. La industria alimentaria exporta la mayoría de sus productos (jugos, productos enlatados, dulces, salsas y alimentos en general). En la industria farmacéutica, Guadalajara juega el papel más importante en la producción nacional, solo superada por el Distrito Federal, y es uno de los mayores distribuidores en el país.
Guadalajara es conocida como “El Valle del Silicio” mexicano, debido al desarrollo de la industria electrónica: es la principal fabricante de software en el país, y la mayor fabricadora de componentes electrónicos y digitales para aparatos de vanguardia, albergando compañías como, General Electric, IBM, Kodak, Intel, Hewlett-Packard, Siemens, Flextronics, Foxconn, Gateway, Sanmina-SCI, Dell, Solectron y BlackBerry.
La ciudad también es pionera en la producción y exportación textil a nivel nacional, y una de las mayores distribuidoras de ropa en México. Diseñadores de moda, fotógrafos, agencias, coordinadores, modelos, y gente alrededor de este sector son apoyados por la Cámara de la Industria del Vestido (CAINVE) y la Cámara de la Industria del Calzado (CAIC) a través de la Cámara de Comercio, la ciudad alberga el evento de moda más importante en México; Intermoda.

## Infraestructura
La ciudad de Guadalajara en el estado mexicano de Jalisco, cuenta con una de las más modernas infraestructuras en el país. Sin embargo el constante paso de diversos poderes gubernamentales con diferentes visiones de desarrollo y la falta de apoyo de los mismos ante los proyectos de cabildos anteriores aunado al crecimiento acelerado de la ciudad, hicieron desordenada la planificación urbana y la demanda de infraestructura creció más rápido que los proyectos, atrasando por varios años el desarrollo en infraestructura.
El equipamiento de la ciudad en servicios básicos aunque es completo, se requiere de renovar en aspectos tan vitales como el sistema de agua y el sistema de drenaje y alcantarillado.

## Transporte

### Tren Eléctrico Urbano de Guadalajara

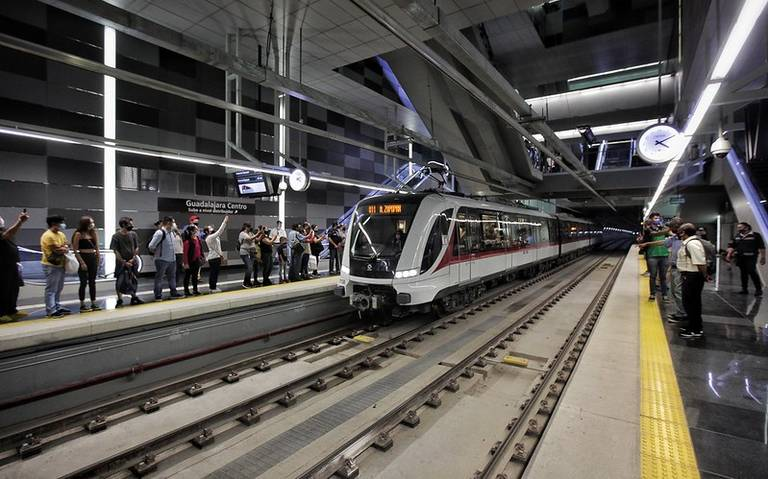
Línea 3 del Sistema de Tren Eléctrico Urbano de Guadalajara, la más reciente.

El Sistema de Tren Eléctrico Urbano (abreviado a SITEUR), también denominado Mi Tren y conocido coloquialmente como Tren Ligero o el Tren, es un sistema de ferrocarril metropolitano que presta servicio al área metropolitana de Guadalajara en Jalisco, México.

### Ferrocarril Mexicano
Grupo México Transportes (GMXT), anteriormente conocida como Ferromex, es una de las divisiones de transportes del conglomerado mexicano Grupo México. Fue fundada en el año 1998 y su sede central se encuentra en la Ciudad de México.

### Autobuses

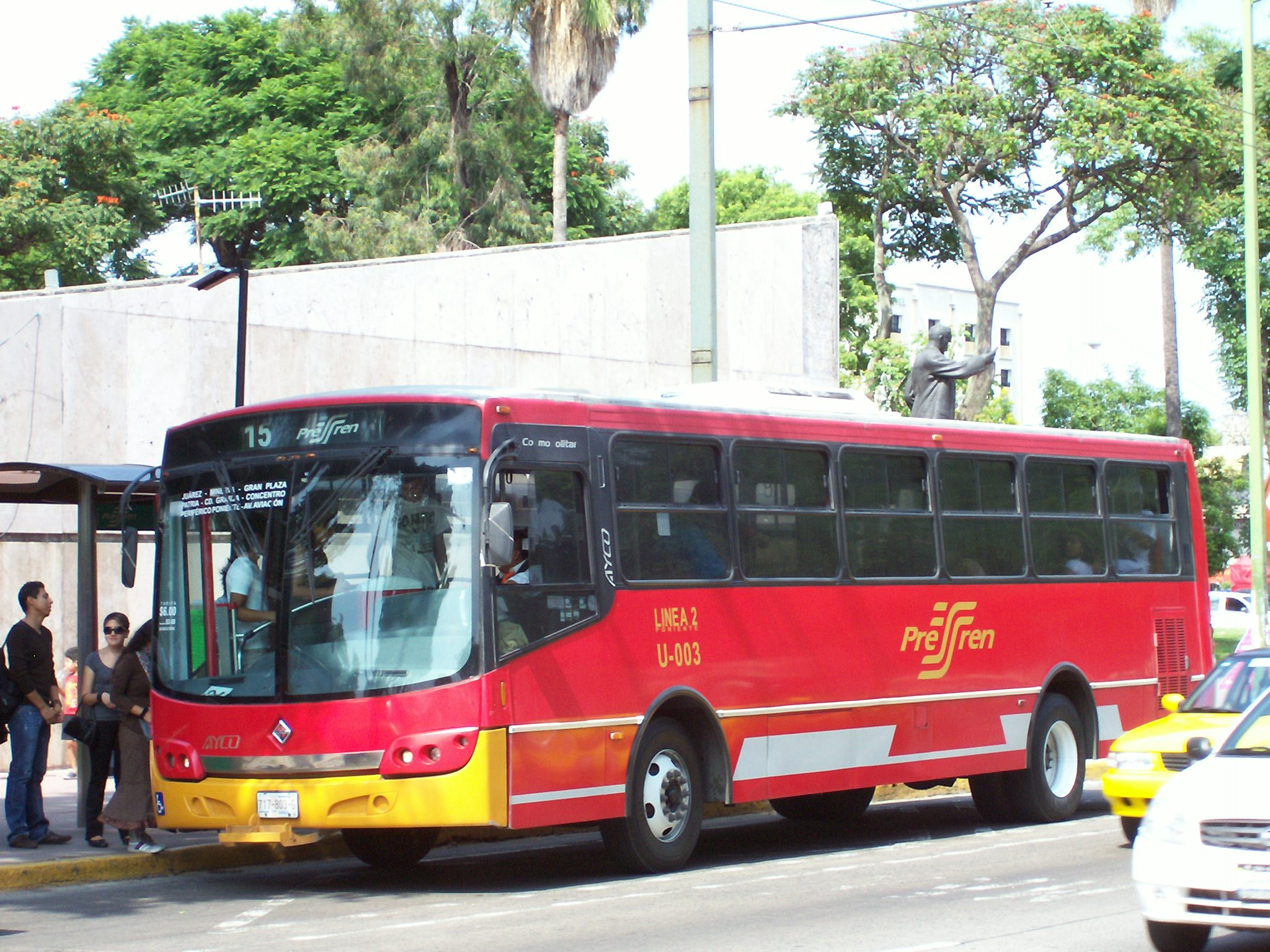
Unidad de Pre-Tren en la parada Juárez 2 en la estación Juárez 2 del Tren Ligero.

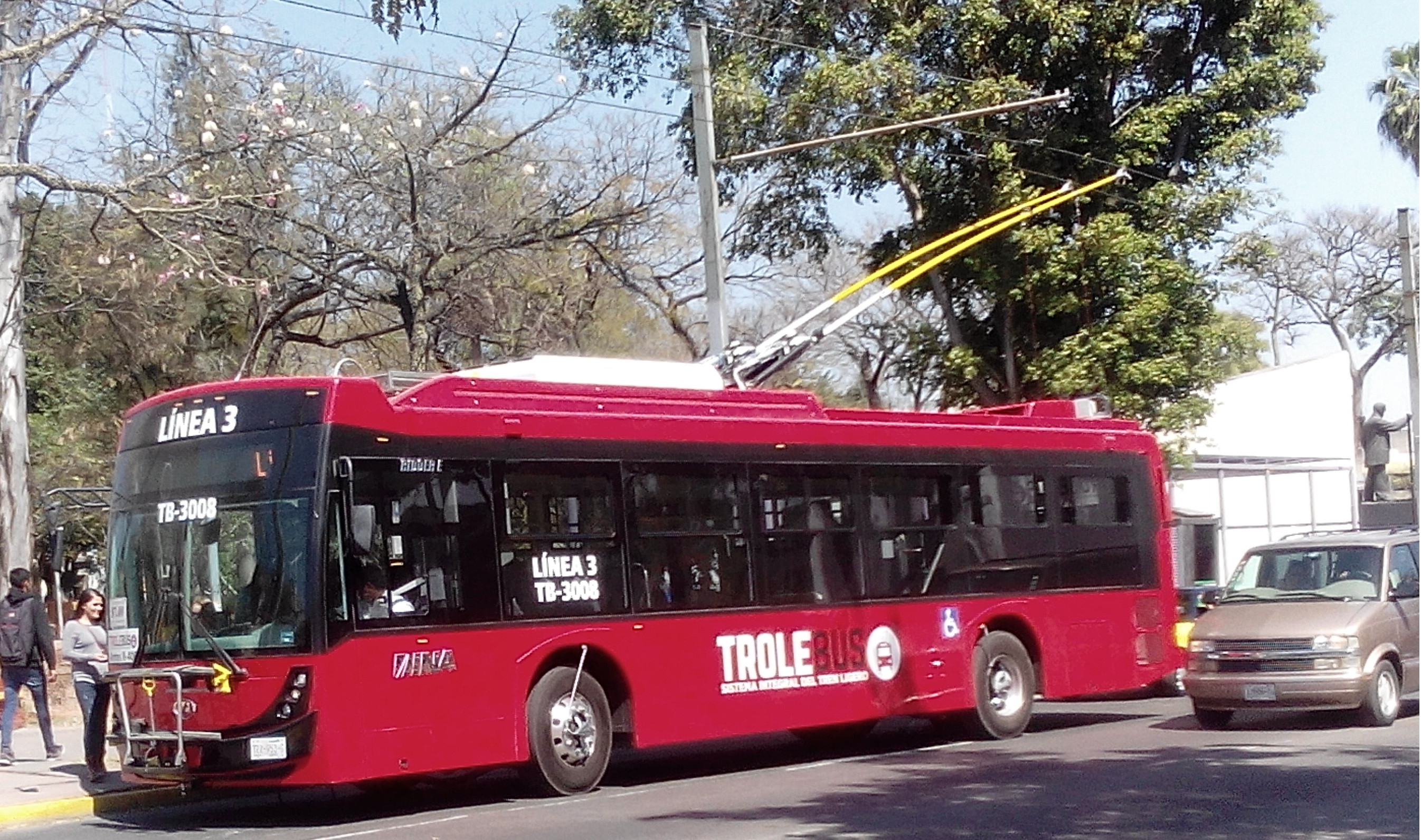
Una unidad del servicio del trolebús.

Autobús de tránsito rápido
Mi Macro es un sistema de autobús de tránsito rápido (BRT) que opera en el área metropolitana de Guadalajara. Actualmente cuenta con 2 líneas, cada una con el nombre de la avenida por la cual circula, así como un color distintivo.
La línea 1, Mi Macro Calzada, inaugurada en el año 2009 con 16 kilómetros y 27 estaciones, atraviesa la Calzada Independencia y corre desde Mirador hasta Fray Angélico. Su color distintivo es el azul turquesa.
Ahorita está en fase de construcción una ampliación de unos cuantos metros hasta la nueva terminal Las Juntas que tendrá conexión con la Línea 4 del Tren Ligero
La línea 2, Mi Macro Periférico, inaugurada el 30 de enero de 2022, cuenta con 49 kilómetros de extensión y 46 estaciones. Transita por gran parte del Anillo periférico, desde estación "Los Conejos" hasta Carretera a Chapala, y su color distintivo es el morado.
Además, se encuentra en fase de construcción un tramo de 8.5 kilómetros de Mi Macro Periférico  que se extendería al sureste de la zona metropolitana, desde el municipio de Tlaquepaque hasta el Aeropuerto de Guadalajara.
SITREN
Trolebús de Guadalajara
El Trolebús de Guadalajara es un sistema de transporte mediante autobuses eléctricos que presta servicio en la ciudad de Guadalajara, Jalisco (México).

## Turismo

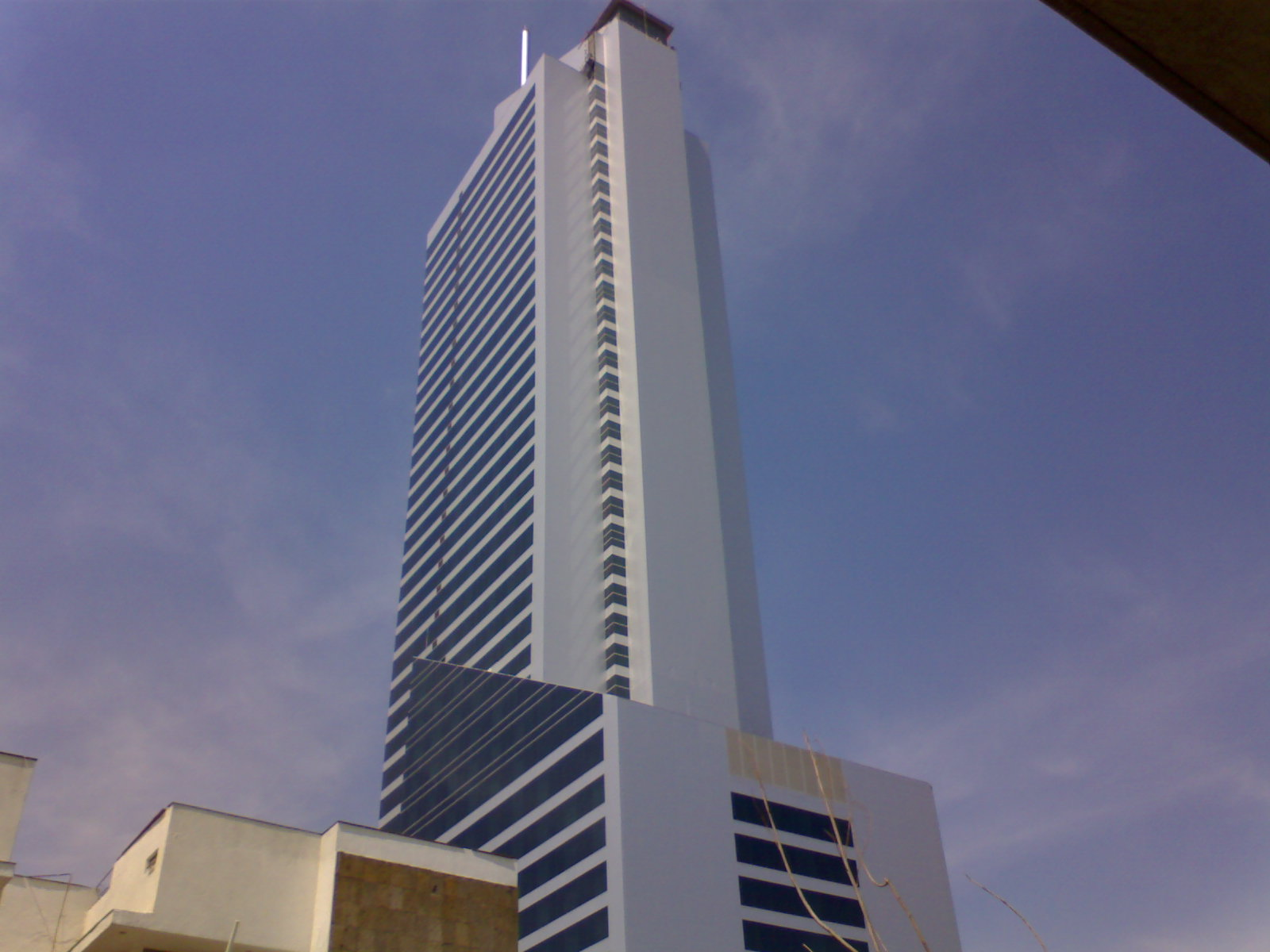
Hotel Riu Plaza Guadalajara.

Construcciones históricas y ampliamente significativas son el distintivo de Guadalajara. Sus obras de arte, costumbres, tradiciones y leyendas representan para sus habitantes y turistas un foco de atracción de gran interés.
Hospedaje
En lo que a Guadalajara corresponde, se tiene infraestructura para el turismo nacional, internacional, y local.
Se cuenta con hoteles, moteles, casas de huéspedes, suites, apartamentos, campamentos, aparcamiento para caravanas, repartidos por todo el municipio de Guadalajara.
Según cifras de la Secretaría de Turismo de Jalisco, en el 2006 había 180 hoteles en la ciudad que sumaban en total 12 248 cuartos. Así mismo, dentro de la Zona Metropolitana la cantidad de hoteles y habitaciones ascendía a 261 y 18 113 respectivamente.

## Medios de comunicación
Cuenta con sistemas para la recepción y emisión de señal de televisión. Así como con la infraestructura para empresas privadas y públicas.
En cuanto a la radio (50 emisoras), además de las emisiones informativas, también existen emisoras dedicadas especialmente al deporte. Las emisoras de música predominan en su totalidad en las dos bandas emisoras.
El periódico de mayor antigüedad en la ciudad es "El Informador", fundado en el año 1917 por la familia Álvarez del Castillo y que actualmente sigue circulando y es el más tradicional en el estado. Actualmente circulan aproximadamente 40.000 ejemplares diarios.
"La Prensa Jalisco" fue fundado el 30 de junio de 1999 siendo su director fundador Modesto Barros González. Su contenido preferencialmente policíaco, con 12 p. de Jalisco y el resto información procedente de la capital de la República, donde LA PRENSA viene a ser uno de los diarios de mayor circulación y claro, tema policíaco. 

## Educación

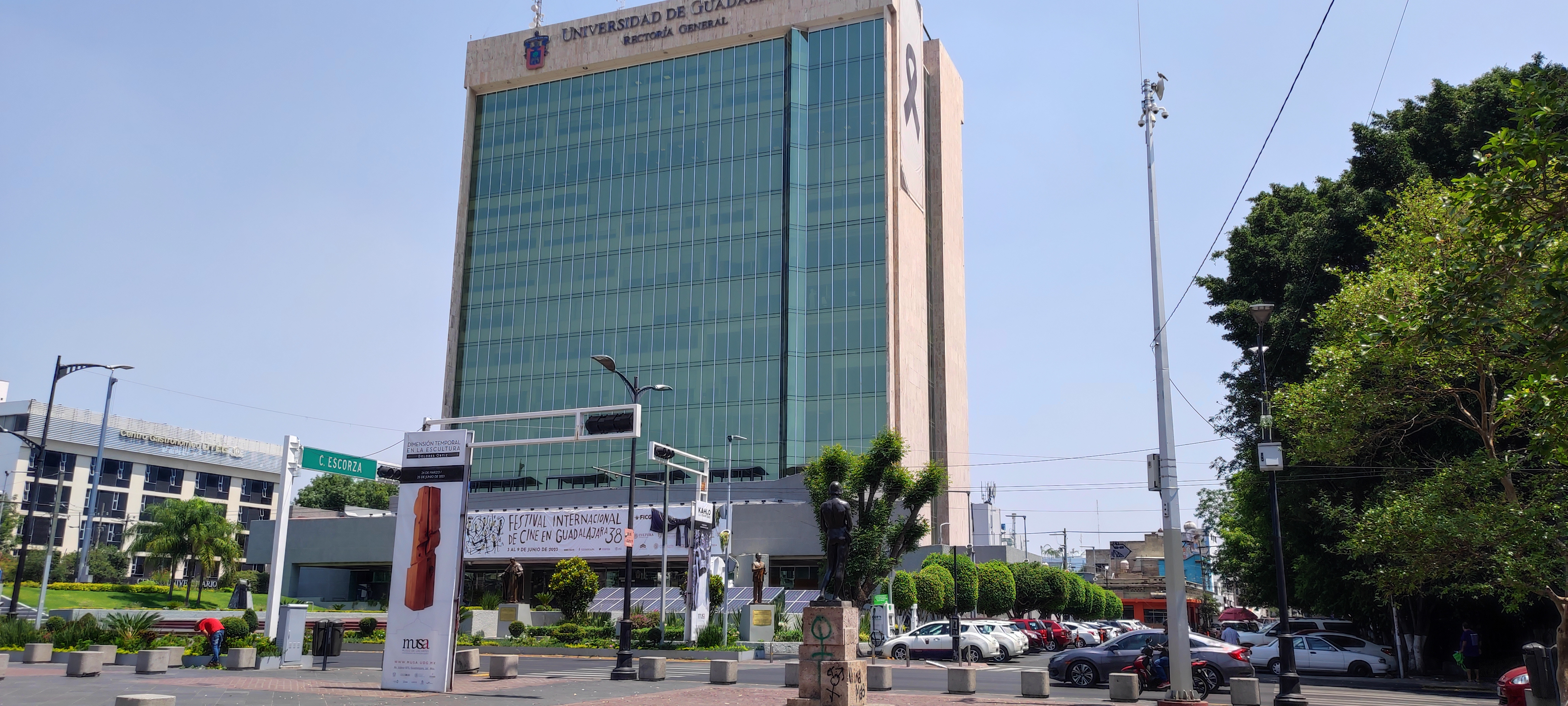
Edificio de la Rectoría General Universidad de Guadalajara.

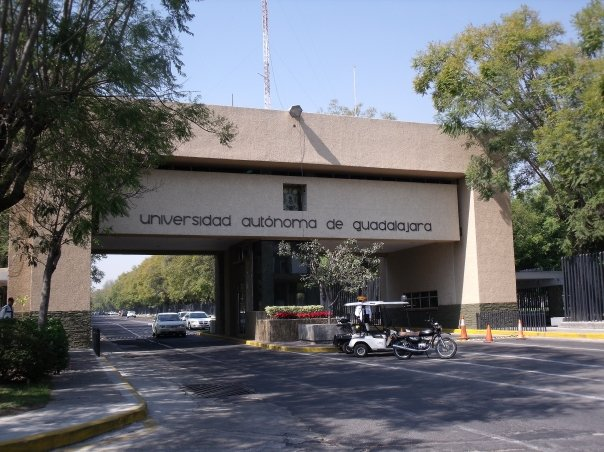
Entrada principal de la Ciudad Universitaria (CU) de la Universidad Autónoma de Guadalajara (UAG) en Av. Patria.

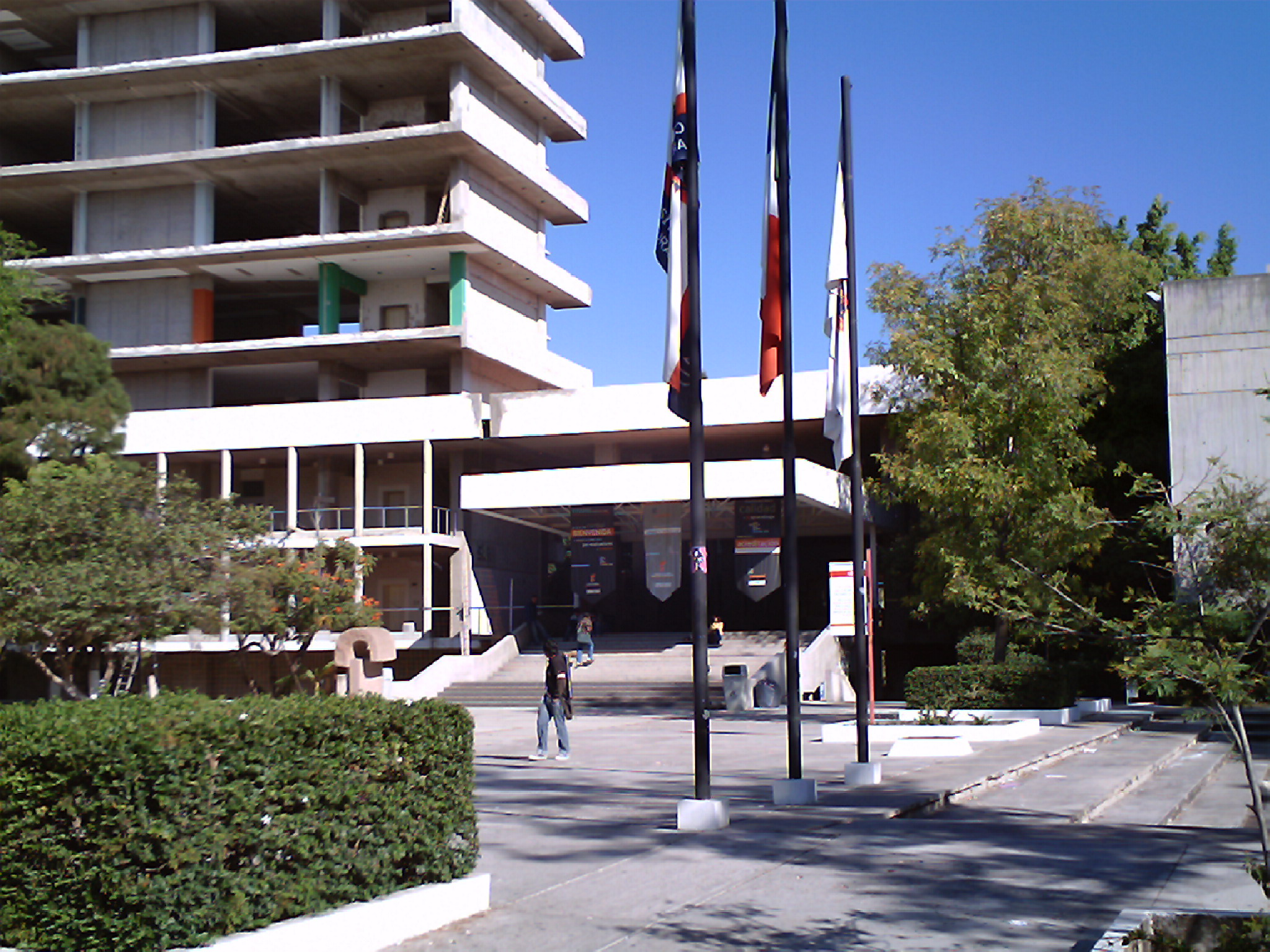
Edificio del CUAAD de la Universidad de Guadalajara (U. de G.) en el Mirador de Huentitán.

La educación en esta ciudad es un factor principal para el desarrollo, ya que al contar con distintas universidades con prestigio internacional la educación se ha convertido en uno de los sectores económicos más activos al atraer inversión así como generar desarrollo económico y profesionales competitivos para desarrollarse en campos demandados tanto en la urbe como en la misma nación.
Guadalajara cuenta con la tercera universidad más antigua en México, la que cuenta con el mayor número de población estudiantil en el país (detrás de la Universidad Nacional Autónoma de México), la Universidad de Guadalajara, así como con la primera universidad privada de México; la Universidad Autónoma de Guadalajara (UAG). Cuenta con una de las primeras y más prestigiadas universidades jesuitas de la nación: el ITESO, y es la segunda sede de la Universidad Panamericana en México.
Guadalajara también es la sede del Centro de Enseñanza Técnica Industrial (CETI) institución de educación superior que fue fundada con el apoyo de UNESCO en 1968 como parte del proyecto MEX-20, actualmente la única institución que permanece del sistema CENETI-CERETI a nivel nacional en la que ha destacado por la formación de ingenieros y tecnólogos. La ciudad alberga universidades y preparatorias maristas como la Universidad Marista de Guadalajara (antes Universidad La Salle - Guadalajara), y universidades privadas en periodismo y comunicación como la universidad UNIVA. Alberga uno de los campus del ITESM y tres campus de la UVM distribuidos en la ZMG.
También cuenta con universidades que tienen convenios con empresas privadas en las cuales cursan sus últimos semestres como la Universidad Tecnológica de Jalisco (UTJ) quienes tienen un convenio con la empresa Tracsa y Tec Milenio la universidad del ITESM quienes tienen un convenio con la empresa Baratz.
La ciudad es reconocida por el prestigio académico internacional en medicina, derecho, administración de empresas, biología, arte, arquitectura y diseño, también es la única ciudad en contar con licenciaturas como diseño Urbano (urbanística), Orientación en Ciencias Computacionales y Didáctica de lenguas.
Las cifras de educación en el municipio se han mantenido en ascenso desde 1980, en el año 2000 en el municipio los alfabetas representaban el 96.83 % de la población, que son 1 110 372 habitantes y los analfabetas eran el 3.08 % de la población, 35 306 habitantes. En el desarrollo de la ciudad de 1950 al año 2000 la población alfabeta aumentó un 16.7 % y la población analfabeta bajó un 16.7 % de forma sincronizada con la población alfabeta.
Universidades
Existen varias universidades y centros de investigación, tanto privados como públicos, que hacen de Guadalajara una ciudad que atrae estudiantes tanto del interior como del exterior del país. Dichas universidades se consideran dentro de Guadalajara, no tanto porque se sitúen en el municipio de Guadalajara, si no por estar distribuidas dentro del área metropolitana de Guadalajara. Esto con la finalidad de distribuir la apertura a los habitantes de dicha zona.
La Universidad de Guadalajara es la máxima casa de estudios de Jalisco. Así también es la mejor universidad pública estatal del país y una de las 6 mejores universidades de México.
Existen actualmente 21 universidades de educación superior, de las cuales todas están certificadas por la Secretaría de Educación Pública (SEP), y la Universidad de Guadalajara, que esta última es la encargada de dar acreditación y validación a los sistemas educativos de dichas universidades, a excepción de las universidades autónomas que manejan su propio programa educativo, pero muestran validez a los programas educativos federales para la educación superior. Guadalajara es la ciudad mexicana que cuenta con más universidades afiliadas a la Red Iberoamericana de Universidades, la cual respalda el prestigio de las universidades más importantes de habla española.

### Museos

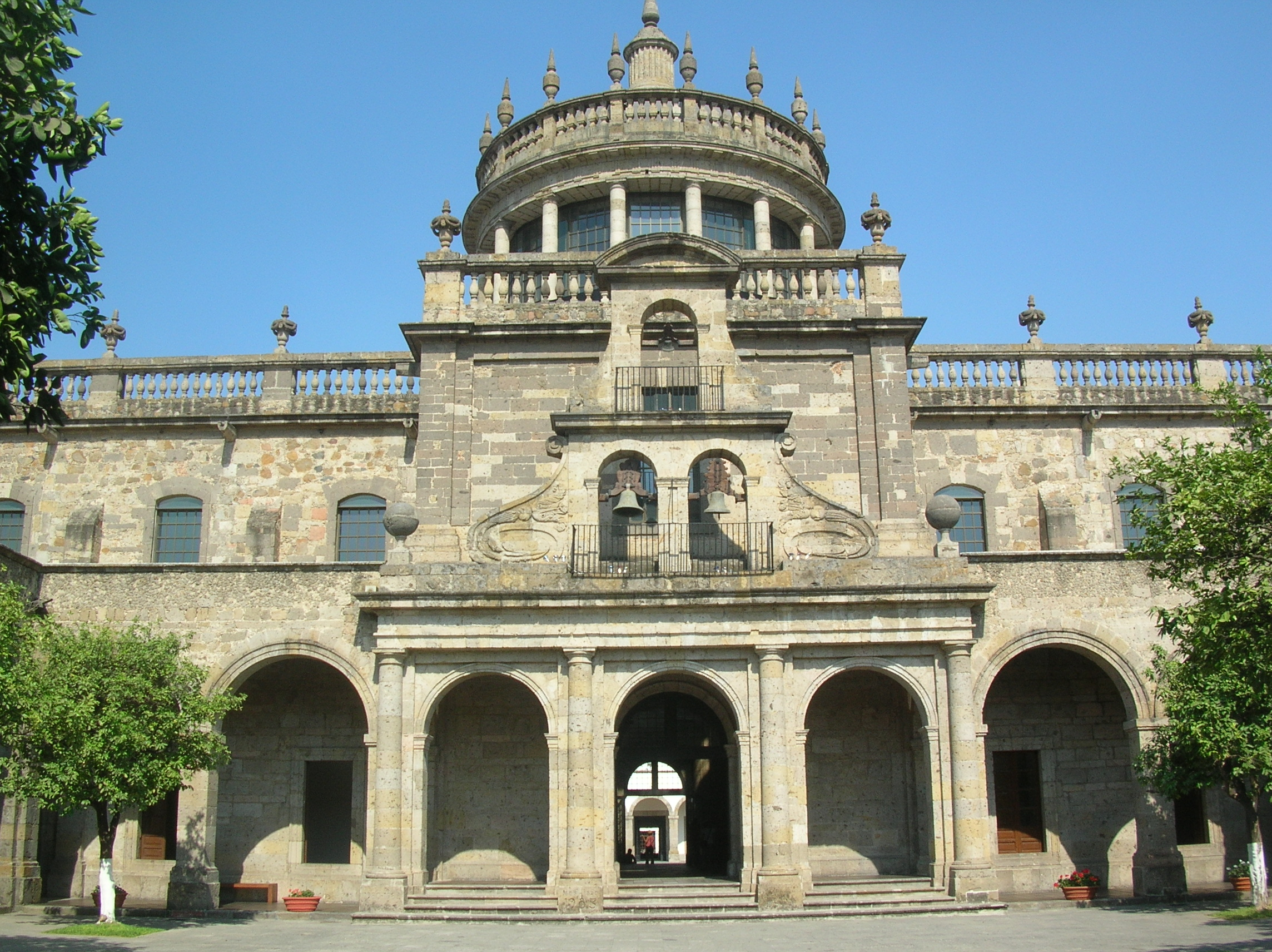
Hospicio Cabañas.

### Bibliotecas

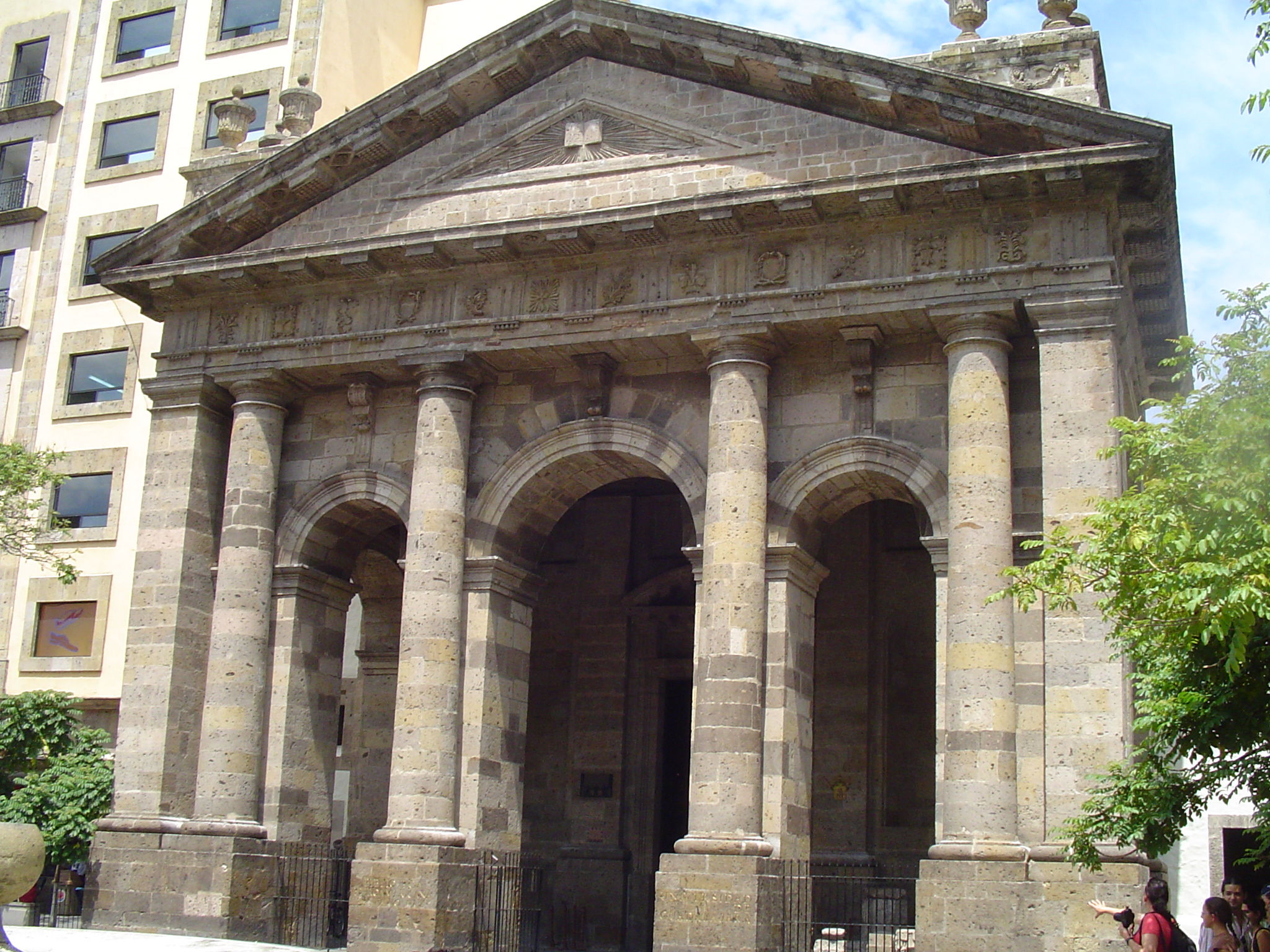
Biblioteca Iberoamericana "Octavio Paz" en la plaza de la universidad.

## Cultura

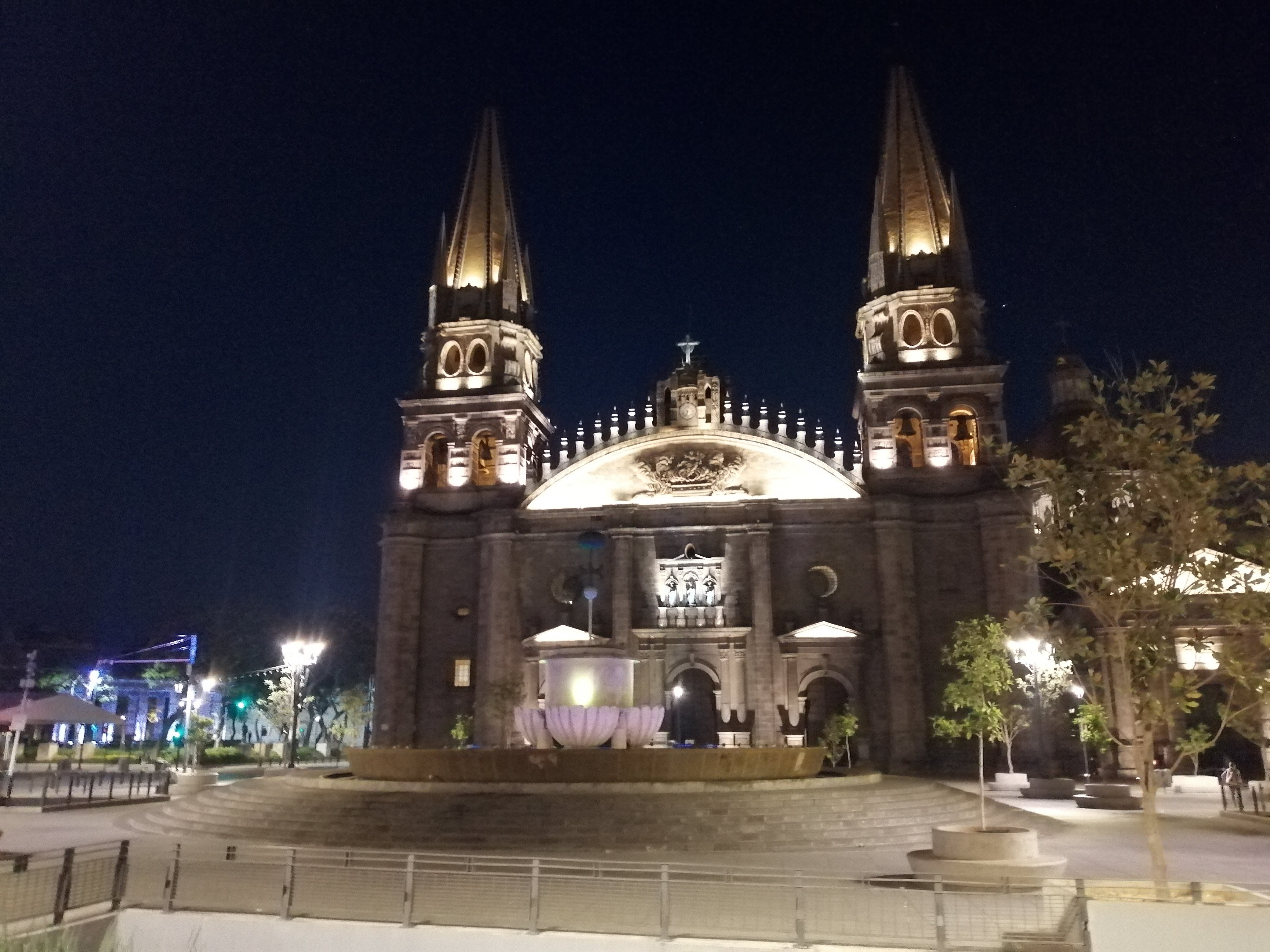
Catedral de Guadalajara, uno de los edificios más representativos de la ciudad.

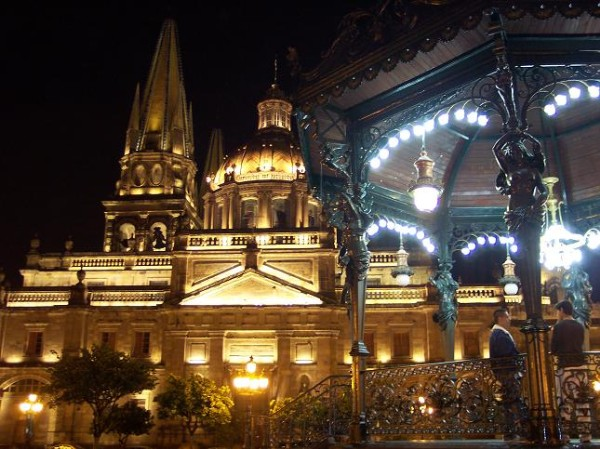
El centro histórico es frecuentemente escenario de eventos culturales.

El movimiento cultural que se vive en Guadalajara es de los más fuertes en América. La ciudad cuenta con una de las agendas culturales más vastas en el continente, a lo cual se suma el interés del gobierno, de la Universidad, y de instituciones privadas, por explotar los atributos culturales de la ciudad. En la ciudad se exhiben obras de artistas internacionales y es un escaparate para los eventos culturales internacionales cuyo radio de influencia alcanza la mayoría de los países de América, así como el suroeste de los Estados Unidos.
Guadalajara se caracteriza como una de las ciudades icono de México. Esto significa que su identidad ha dado cierta imagen iconográfica al país, a pesar de que el mariachi, la charrería y el tequila no son ciertamente originarios de Guadalajara, sino de puntos o regiones cercanas a ella. Con el paso del tiempo, sin embargo, la ciudad ha sido estereotipada como la tierra de dichas manifestaciones culturales y las ha adoptado al ejercer su representación como capital del estado de Jalisco. No obstante, Guadalajara es el lugar de nacimiento de expresiones culturales, como la danza del jarabe tapatío este, creado a partir de influencias flamencas tanto en baile como en vestuario adquiridas durante el Virreinato de la Nueva España, también se le considera una de las ciudades mexicanas más ricas en diversidad artesanal y gastronómica (antiguamente también lo fue en el sector textil).
Aunque las manifestaciones culturales indígenas se han devaluado significativamente por un pensamiento malinchista que sugiere que todo aquello extranjero representa un mayor nivel o categoría, el gobierno del estado, en coordinación con  instituciones culturales locales ha venido apoyando culturas indígenas y sus manifestaciones culturales; dicho apoyo se basa en la remuneración económica, la difusión de obras artísticas y artesanías, sobre todo de las culturas que enorgullecen a Guadalajara y que favorecen a muchas personas y el otorgar espacios para exhibir obras.
Guadalajara es foco del arte contemporáneo por sus expresiones en danza, teatro, música, fotografía, cine, diseño, arquitectura y multimedia, y ha sido un núcleo en el desarrollo de las artes experimentales. Además es una de las ciudades mexicanas con mayor número de instituciones artísticas, como la Orquesta Filarmónica de Jalisco, el Ballet Folclórico de la Universidad de Guadalajara, Ballet de Cámara de Jalisco, el Ballet Clásico del Hospicio Cabañas, entre otras. La música contemporánea ha sido un factor importante dentro del nuevo movimiento cultural tapatío, Guadalajara es una de las ciudades con mayores consumidores de música vanguardista y electrónica, hasta ganarse el mote de "Capital Electrónica de México" en honor a su representación en la música electrónica, y por ser sede de eventos del género electrónico mundial. También es la ciudad que vio nacer un nuevo género musical: Acid Cabaret a finales de la década de 1980.
El Centro Universitario de Arte, Arquitectura y Diseño (CUAAD) es la institución académica con mayor reconocimiento internacional, en la formación de talento artístico; la Universidad de Guadalajara se ha constituido en un vínculo entre los movimientos culturales de las nuevas generaciones y sirve de apoyo a la creación, la difusión y el consumo cultural en la ciudad. Guadalajara también es sede del Encuentro Internacional del Mariachi y la Charrería, La Feria Municipal del Libro de Guadalajara, el Festival Cultural de Mayo, Feria Internacional de la Música, Fotoseptiembre, las Fiestas de Octubre, la Feria Internacional del Libro de Guadalajara, La Muestra Internacional de Danza Contemporánea en Guadalajara, el Festival "Onésimo González" de Danza Contemporánea que se celebra los meses de abril de cada año, y el festival Chroma, considerado el encuentro de artes audiovisuales más dinámico en el país.

### Monumentos
La Rotonda de los Jaliscienses Ilustres
La Rotonda de los Jaliscienses Ilustres es un monumento de la ciudad de Guadalajara, Jalisco, México, ubicado en la cuadra flanqueada por las avenidas Fray Antonio Alcalde, Miguel Hidalgo y las calles Liceo e Independencia, en el corazón de la capital del estado de Jalisco conocido como centro histórico, a un costado de la Catedral de Guadalajara. Rinde homenaje a la memoria de los jaliscienses que han trascendido a través de la historia de Guadalajara.
Los Arcos de Guadalajara
Los Arcos es un monumento consistente en dos arcos muy representativo de Guadalajara (México), ubicado en la avenida Vallarta, la principal vialidad de la ciudad, en su cruce por la calle Arcos, a una cuadra de la también emblemática Glorieta de La Minerva. Ambos arcos solían ser la entrada a la ciudad de Guadalajara. En medio del arco se lee: Guadalajara capital del Reino de Nueva Galicia fundada en este lugar el día 14 de febrero de 1542. Aunque en la actualidad los arcos están muy lejos de ser la entrada a la ciudad, por el enorme crecimiento que esta ha tenido, son un monumento de gran importancia en Guadalajara, y muchas veces esta ciudad es representada con la imagen de este monumento.
La Minerva
La Minerva es un monumento representativo de la Ciudad de Guadalajara, México y la fuente más grande de dicha ciudad. La fuente está adornada con una estatua de la diosa romana Minerva (Atenea en la cultura Helénica) obra del escultor Joaquín Arias. La obra se realizó durante el periodo del gobernador Agustín Yáñez, quien encargo el proyecto al Arq. Julio de la Peña.
Los Arcos del Milenio
Más comúnmente conocido como “Arcos del Milenio” son una obra arquitectónica ubicada en la colonia Jardines del Bosque en la ciudad de Guadalajara, Con una altura de 52 metros, constará de seis monumentales arcos amarillos de metal, uno más grande que el anterior, ubicados entre las avenidas Lázaro Cárdenas y Mariano Otero. Su peso será de más de 1500 toneladas de acero, con 17 mil metros cuadrados de superficie. Enrique Carbajal González “Sebastián” es el autor del proyecto escultórico.
Fuente de la Inmolación de Quetzalcóatl
Monumental escultura formada por 5 piezas forjadas en bronce y labradas a mano. La figura central mide 25 metros de alto y las alegorías 6 metros cada una con un peso de 23 toneladas. Obra del jalisciense Víctor Manuel Contreras, es considerada una de las más altas del Mundo. Representa la inmolación de Quetzalcóatl elevándose de la tierra hacia el infinito para encender el sol y darnos nueva luz. Las cuatro esculturas que rodean la flama son los cuatro cielos de los cuatro puntos cardinales, la rosa de cemento que sirve de base y sostén de este conjunto escultórico es una hermosa fuente como espejo cristalino que equilibra y armoniza esta escultura.
Panteón de Belén
Es un cementerio antiguo localizado en la ciudad de Guadalajara, México. Dicho cementerio fue anteriormente una huerta del hospital civil, pero fue convertido en panteón en 1848. Fue proyectada por el arquitecto Manuel Gómez Ibarra a solicitud del Obispo don Diego de Aranda y Carpinteiro. Su funcionamiento duró poco menos de 50 años, pues fue cerrado el 1 de noviembre de 1896. La decisión fue tomada por el Consejo Superior de Salubridad de esa época. Actualmente funciona como un museo que representa parte de la historia de Guadalajara, el cual alberga 900 nichos de cantera rosa. Anteriormente en el centro se encontraba la capilla de los hombres ilustres que hoy se encuentran en la Rotonda de los Hombres Ilustres.
Aunque el panteón está clausurado para eventos funerarios, sigue abriendo sus puertas al público solo con el fin de que aprecie su interior. Para ello existen recorridos turísticos en los que se muestran las tumbas y se cuentan leyendas.
El Palomar
La torre, construida con piezas prefabricadas de concreto, carece de los palomares auténticos que eran una característica distintiva en el diseño original. Además, la justificación para esta omisión incluye la premura en la construcción y el temor a la suciedad de las aves. Esto ha llevado a la crítica de que la obra es más una escenografía que un verdadero homenaje, ya que no refleja fielmente las ideas estéticas y conceptuales de Barragán.
Se señala que la técnica constructiva utilizada ya existía en la época de Barragán, pero él prefería la construcción in situ. También se destaca la falta de una investigación profunda en los archivos de la Fundación Barragán y otras fuentes, lo que lleva a la incertidumbre sobre si el diseño final refleja realmente la visión definitiva de Barragán.
En última instancia, el autor argumenta que la construcción de "El Palomar" con un enfoque escenográfico contribuye a la creación de una apariencia ilusoria en la ciudad, sugiriendo que se construyen obras simplemente como parte de una puesta en escena urbana, en lugar de un desarrollo genuino y respetuoso de la visión original del arquitecto.
Los niños héroes
"Monumento a los Niños Héroes" ubicado en Guadalajara, Jalisco. Este monumento fue diseñado y construido por el escultor Juan Olaguíbel y se encuentra en la glorieta de los Niños Héroes, donde convergen las avenidas Chapultepec, Mariano Otero y la avenida de los Niños Héroes.
La obra consiste en una imponente columna o pilar de aproximadamente 50 metros de altura. En la cima de esta columna se encuentra una figura femenina que representa a la patria. A los pies de esta figura, se puede observar el escudo mexicano con el águila devorando a una serpiente sobre un nopal, un símbolo emblemático de México.
En la base del pilar, el monumento conmemora a los Niños Héroes, quienes participaron en la defensa del Castillo de Chapultepec durante la Guerra México-Estados Unidos en 1847. Estos jóvenes cadetes dieron sus vidas en honor a la patria y la bandera de México. Es común encontrar monumentos en México que rinden homenaje a los Niños Héroes por su valentía y sacrificio.
La ubicación estratégica en la glorieta de los Niños Héroes, rodeada por las avenidas mencionadas, le otorga una relevancia especial al monumento, convirtiéndolo en un punto de referencia en Guadalajara. La avenida Chapultepec, conocida por sus comercios y vida nocturna, contribuye a la vitalidad de la zona y hace que este monumento sea aún más significativo en el contexto urbano de la ciudad.
Fuente De Los Niños Traviesos
La Fuente de los Niños Traviesos, también conocida como la fuente de los Niños Miones, es una obra escultórica ubicada en el centro histórico de Guadalajara, específicamente en el callejón del Diablo o paseo Degollado, a pocos metros de la plaza Tapatía. Esta fuente, obra del escultor jalisciense Miguel Miramontes, es conocida por su diseño peculiar y las esculturas de cuatro niños desnudos que arrojan agua desde diferentes partes de sus cuerpos.
La fuente tiene la forma de un rectángulo y en cada una de sus esquinas se encuentra una escultura de bronce representando a un "niño mión". Aunque el nombre popular sugiere que todos los niños están orinando, en realidad solo uno de ellos realiza esa acción, mientras que los demás arrojan agua por la boca, las manos y uno más sostiene una tortuga que también emite agua. A pesar de estas representaciones juguetonas, todos los niños han sido coloquialmente etiquetados como "miones".

### Eventos

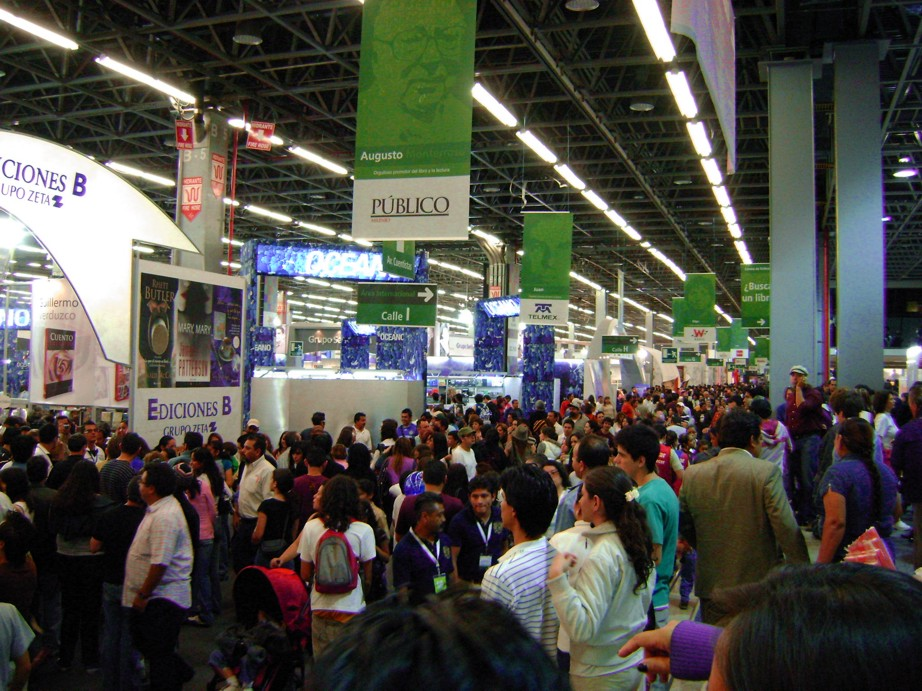
La Feria Internacional del Libro de Guadalajara es la segunda feria del libro más importante del mundo y la primera de habla hispana.

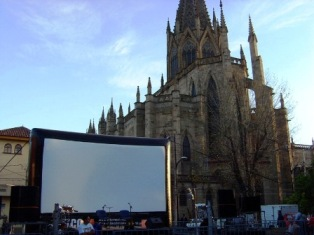
Festival Internacional de Cine de Guadalajara, con una pantalla inflable.

En la ciudad se dan grandes festivales de diversos temas con reconocimiento y alcance internacional, por mencionar los más conocidos:
- Festival Cultural de Mayo.
- Feria Internacional del Libro de Guadalajara,[133] Esta feria se realiza cada año, gracias a los auspicios de la Universidad de Guadalajara, durante la última semana de noviembre. Incluye una gran exposición de editoriales consolidadas, independientes, universitarias, nacionales, internacionales; se presentan libros y conferencias; cuenta con un área especial para niños y jóvenes; es muy significativa por hacer gala durante los diez días que dura la feria a un país (o región, o comunidad) invitado, a la cual se le dedica un pabellón para exponer lo más representativo de su cultura. En la FIL, como popularmente se le conoce, se entregan diversos premios, el más representativo es el Premio de Literatura Latinoamericana y del Caribe (anteriormente denominado “Juan Rulfo”, en honor a este autor jalisciense). Por su parte la feria contiene el festival cultural infantil más prestigioso del país: Papirolas.
- Las fiestas de octubre: Son las fiestas tradicionales de Guadalajara, se han realizado desde 1965 siendo la primera sede el parque Agua Azul y años después cambiaría de sede al auditorio Benito Juárez que es donde actualmente se realiza esta celebración. Sus mayores atracciones son los juegos mecánicos, el palenque y el auditorio donde varios artistas, sobre todo de música mexicana se presentan cada noche durante esta celebración de las fiestas de octubre.[134]
- El Festín de los Muñecos (Festival Internacional de Títeres de Guadalajara).
- El Encuentro Internacional de Mariachi y Charrería. Como lo dice su nombre se reúnen diversos mariachis de diversas partes del mundo. Así como también los charros que provienen de diversas partes para demostrar el deporte nacional de México. Inicia con un desfile y a lo largo de los días los eventos se realizan en diversos escenarios en toda la ciudad. Se celebra entre los meses de agosto y septiembre.[135]
- Expo Ganadera. Es la más grande e importante en su tipo en el país.Se realiza generalmente durante el mes de octubte
- El Festival Internacional de Cine de Guadalajara (conocido como Guadalajara Film Fest). Con más de veinte años de trayectoria, el FICG es el evento más importante en México en cuanto a cine se refiere, el cual incluye una exhibición de películas, un encuentro con realizadores y actores (talent campus), y el concurso de realizaciones que se premian en varias categorías: cortometraje iberoamericano y mexicano, documental mexicano y latinoamericano, largometraje de ficción entre las que destaca el “Mayahuel” en la que se premia una trayectoria.[136][137][138]
- El Festival Internacional de Danza Contemporánea “Onésimo González”. Surgió desde 1999 organizado por la Secretaría de Cultura del Gobierno del Estado de Jalisco y la Coordinación Nacional de Danza del INBA. Habiendo en este muestras coreográficas de los grupos de danza más destacados del estado de Jalisco, con algunas compañías invitadas, Nacionales e Internacionales; promoviendo así el intercambio cultural dentro de Guadalajara, ofreciendo al mismo tiempo clases magistrales abiertas al público para enriquecer el lenguaje dancístico en este estado. Presentándose cada octubre, en el Foro de Arte y Cultura de esta ciudad.
- Expo-Feria Amistad Internacional. Esta ciudad ha sido la cuna y albergue de distinguidos poetas, escritores, pintores, actores, cineastas y representantes del arte a nivel internacional. Una obra que da cuenta de la riqueza de los poetas de esta ciudad es el libro Poesía mayor en Guadalajara (anotaciones poéticas y críticas).

#### Romería de Zapopan
Una réplica de la imagen original, llamada la  Virgen peregrina, es sacada cada año para peregrinar por las iglesias de Guadalajara desde el día 20 de mayo hasta el 9 de octubre, cuando arriba a la catedral metropolitana. Ahí permanece hasta dos días más hasta  que se celebra la misa de renovación de patronato sobre la arquidiócesis. Terminada la misa, la imagen peregrina es llevada en procesión desde la explanada del Hospicio Cabañas hasta la Catedral Metropolitana, donde la Imagen Peregrina es remplazada por la Imagen Original que es llevada solo esa noche del 11 de octubre desde su Basílica en Zapopan a la Catedral de Guadalajara siendo allí venerada y velada toda la noche y madrugada. El día 12 de octubre a las 6 de la mañana es llevada en la Romería hacia su basílica sede.
Casas y calles son adornados con papel picado, alfalfa y arreglos florales por donde pasa la imagen antes de llegar a la parroquia o capilla de cada barrio. Esta devoción es muy particular de Guadalajara y no tiene paralelo en México, ni en sus formas ni en su historia, historia que está íntimamente ligada a la fundación misma de Guadalajara en 1542, pues ya en 1531 fray Antonio de Segovia, recorría el valle de Atemajac y Zapopan, evangelizando a los originales de estas tierras, acompañado de la imagen de la Virgen de la Expectación, que es la imagen original que hace el recorrido cada 12 de octubre.
En dicha procesión se dan cita danzantes, vendedores de comida y artesanías tradicionales y miles de espectadores. La imagen se detiene periódicamente a lo largo de su camino para recibir un homenaje de los muchos grupos de danza prehispánica y mariachis. Una vez llegando el contingente a la Basílica, las celebraciones continúan y terminan con fuegos artificiales por la noche.
| Predecesor: Tiflis | Capital Mundial del Libro 2022 | Sucesor: Acra |

### Gastronomía

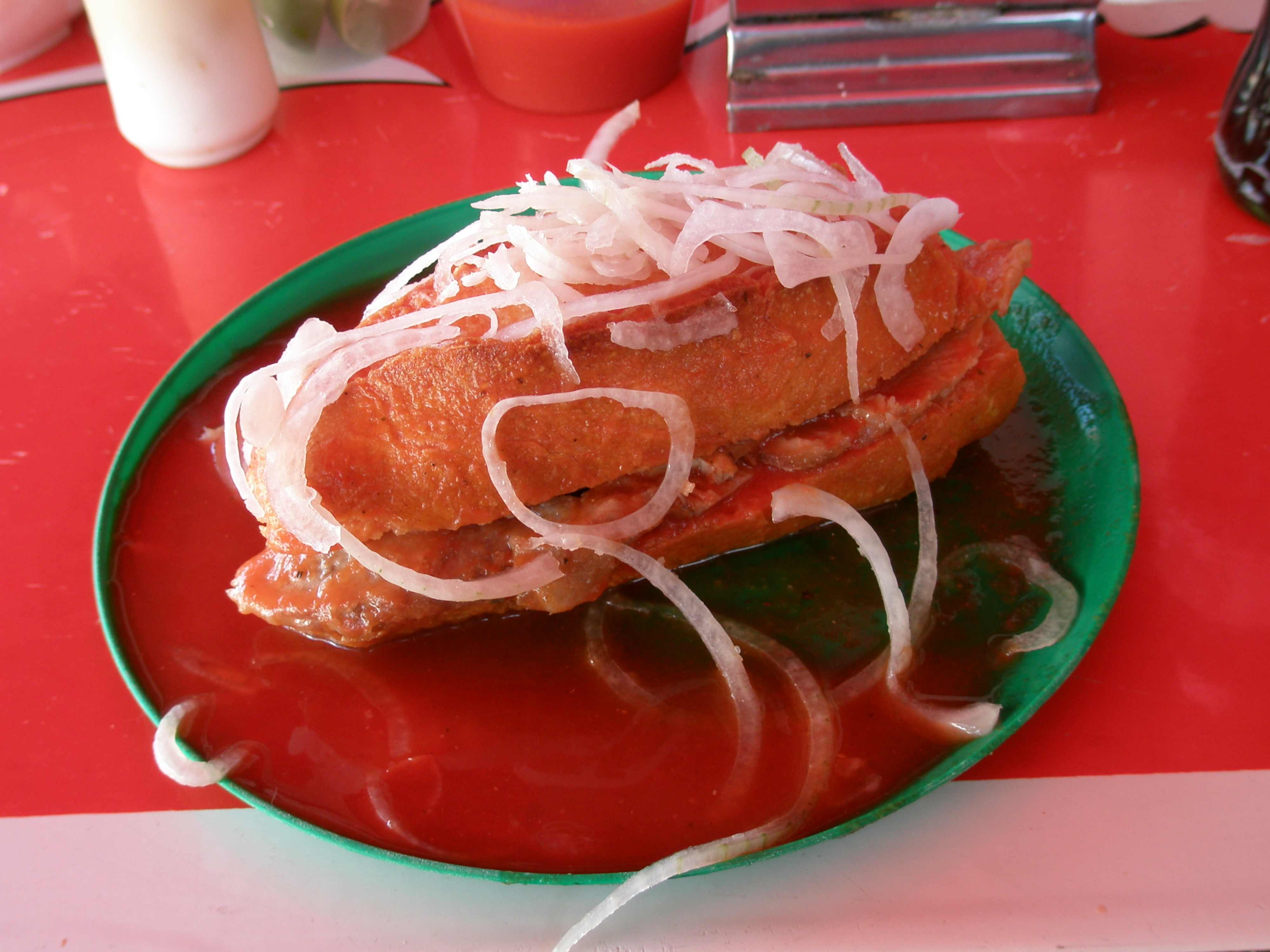
Torta ahogada, platillo típico tapatío.

Guadalajara cuenta con una gran variedad de platillos típicos, como pozole, tamales, tostadas, sopes, enchiladas, tacos, menudo, frijoles charros. Pero algo que lo distingue totalmente de todo el país son las “tortas ahogadas”, que es de birote salado (pan típico tapatío) untado con frijoles refritos, con carne frita de cerdo cortada en trozos –conocida también como “carnitas”– todo en salsa de tomate condimentada con especias; adicionalmente se come acompañado con cebollas desflemadas en limón y salsa picante; para beber, se puede acompañar, ya sea con el famoso tejuino –que se elaborar con una base de masa de maíz fermentada, acompañada con helado de limón– o con el tepache (hecho a base de la corteza de la piña fermentada).
Otra de las comidas típicas de Guadalajara y todo el estado de Jalisco es la “birria”, la cual normalmente es hecha con carne de cabra, res o borrego. La birria artesanal se hace en un horno especial, que puede estar bajo tierra y cubierto con hojas de maguey; la carne se puede mezclar con un caldo de tomate y especias, o consumida por separado. El postre que se considera como típico tapatío es la jericalla, la cual se prepara principalmente con leche, huevo, canela y vainilla.
Otro de plato típico de la cocina tapatía es la carne en su jugo. Este platillo consiste en un caldo de carne de res con frijoles de la olla y va acompañado de tocino, cilantro, cebolla y rábano (en rodajas o entero).

## Deportes

### Fútbol
La ciudad cuenta con dos equipos en primera división en fútbol, el Club Deportivo Guadalajara (Chivas) y el Club Atlas (conocido como Rojinegros o Zorros). En la Segunda División de México, el Club Deportivo Oro y el Club Leones Negros de la Universidad de Guadalajara. En tercera división está el Club Deportivo Nacional. En tiempos pasados contó con otros equipos, como el ya desaparecido Club Social y Deportivo Jalisco.

### Béisbol
En beisbol, los Charros de Jalisco disputaron la Liga Mexicana de Béisbol desde 1949 hasta 1952, la Liga de la Costa del Pacífico desde 1952 hasta 1955, nuevamente la Liga Mexicana desde 1964 hasta 1975, y actualmente la Liga Mexicana del Pacífico desde 2014.
Nuevo equipo de béisbol Mariachis de Guadalajara se estableció el 8 de diciembre de 2020 y participa desde 2021 en La Liga Mexicana de Béisbol.

### Basquetbol
En basquetbol, los Astros de Jalisco participan en la Liga Nacional de Baloncesto Profesional desde 2019.

### Olimpiadas nacionales
El estado de Jalisco ganó 18 veces consecutivas la olimpiada nacional. También ha ganado en 9 ocasiones el mayor número de medallas en todas las disciplinas de las olimpiadas nacionales. La ciudad de Guadalajara ha sido relevante para estos triunfos pues el punto de entrenamiento para la mayoría de sus atletas son las instalaciones del CODE, dedicadas a la formación deportiva.

### Golf
En el golf, destaca la tapatía Lorena Ochoa, quien ha sido una de las golfistas más jóvenes que ha ganado numerosos campeonatos internacionales en la historia del golf nacional, alcanzando el primer lugar en el ranking del LPGA en abril de 2007, siendo así, la mejor golfista del mundo en el máximo circuito del golf.

### Carreras de Autos
Sergio Pérez, piloto de Fórmula 1 desde 2011 también es oriundo de la capital Jalisciense, y es en esta categoría donde ha alcanzado reconocimiento internacional, tras ser uno de los pilotos más constantes y seguros del deporte motor. Ha sido parte de equipos como Sauber al lado del japonés Kamui Kobayashi, McLaren con el campeón mundial de 2009, Jenson Button, Force India acompañado de Nico Hulkenberg y Esteban Ocon, Racing Point con Lance Stroll, hijo del propietario Lawrence Stroll y Red Bull Racing siendo coequipero de Max Verstappen. Cuenta con 28 podios y 5 victorias, 1 con el extinto equipo Racing Point en el Gran Premio de Sahkir 2020, y 4 con su actual equipo, Red Bull Racing, en el Gran Premio de Azerbaiyán 2021, una en el prestigioso Gran Premio de Mónaco 2022, el Gran Premio de Singapur 2022 y el Gran Premio de Arabia Saudita de 2023.

### Box
Esta ciudad también es la tierra natal del reconocido boxeador Saúl "El Canelo" Álvarez quien ha ganado campeonatos mundiales en cuatro divisiones distintas de peso y es actualmente una de las figuras más relevantes a nivel internacional en su disciplina. Desde 2019 está considerado como el boxeador número 1 en el mundo, libra por libra, por la revista The Ring, BoxRec, y la Asociación de Escritores de Boxeo de los Estados Unidos.

### Tenis
En 2022 se disputó en el Estadio Panamericano de Tenis el torneo sobre pista dura WTA 1000 Guadalajara 2022.

## Eventos deportivos realizados en Guadalajara
Los Juegos Panamericanos de 2011 se llevaron a cabo en la ciudad de Guadalajara, siendo esta la tercera vez que México organizó los Juegos Panamericanos y la primera fuera de Ciudad de México.
El Estadio Jalisco albergó 2 mundiales, Copa Mundial de Fútbol de 1970 y Copa Mundial de Fútbol de 1986

### Estadios y recintos deportivos
Guadalajara cuenta con varios recintos deportivos. Que se alterna su función primordial para eventos musicales, culturales.
Estadio Tres de Marzo
Se encuentra ubicado dentro de las instalaciones de la Universidad Autónoma de Guadalajara. La capacidad oficial es para 25 000 aficionados. Es sede del equipo de fútbol, Estudiantes Tecos.
Estadio Tecnológico y Olímpico
Un gimnasio para 1500 personas con una cancha de duela para basquetbol, 2 secciones una para butacas y otra de graderías, 1000 personas en butacas y 3000 en las graderías, pista de tartán y un foro para 8000 asistentes. Cuenta con alberca Olímpica techada con butacas para 800 espectadores, tiene un sistema para calentamiento del agua, fosa para clavados con trampolín de 10, 3 y 1 metros.
Recordemos que el Estadio Tecnológico fue demolido por el entonces Rector de la U. de G. Raúl López Padilla, con la promesa de construir uno más moderno y a la fecha ya han pasado 3 administraciones y sigue el terreno sin estadio, que se alquila a circos, evitando así que las nuevas promociones de estudiantes, practiquen en instalaciones propias, deportes de alto rendimiento en el área del atletismo.
Estadio Jalisco

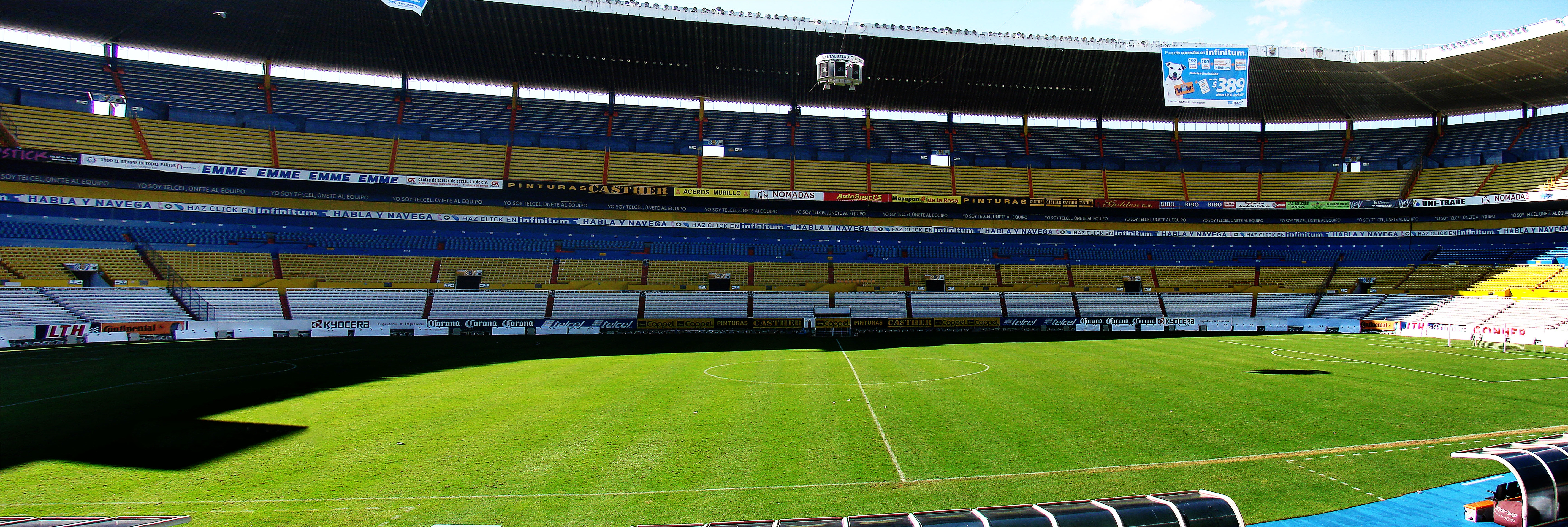
Vista al interior (cancha) del Estadio Jalisco.

Fue subsede de los Juegos Olímpicos de 1968, Mundial México 1970, Mundial Femenil 1971, Mundial Juvenil 1983, Mundial de Fútbol 1986 y sede de los Juegos Panamericanos de 2011. La capacidad oficial es para 65 000 aficionados, dicho estadio es el más grande en el país fuera de la capital, y es el 3.º más grande de México. Actualmente es casa de los equipo Atlas y del club U. de G. (Leones Negros).
Estadio Akron

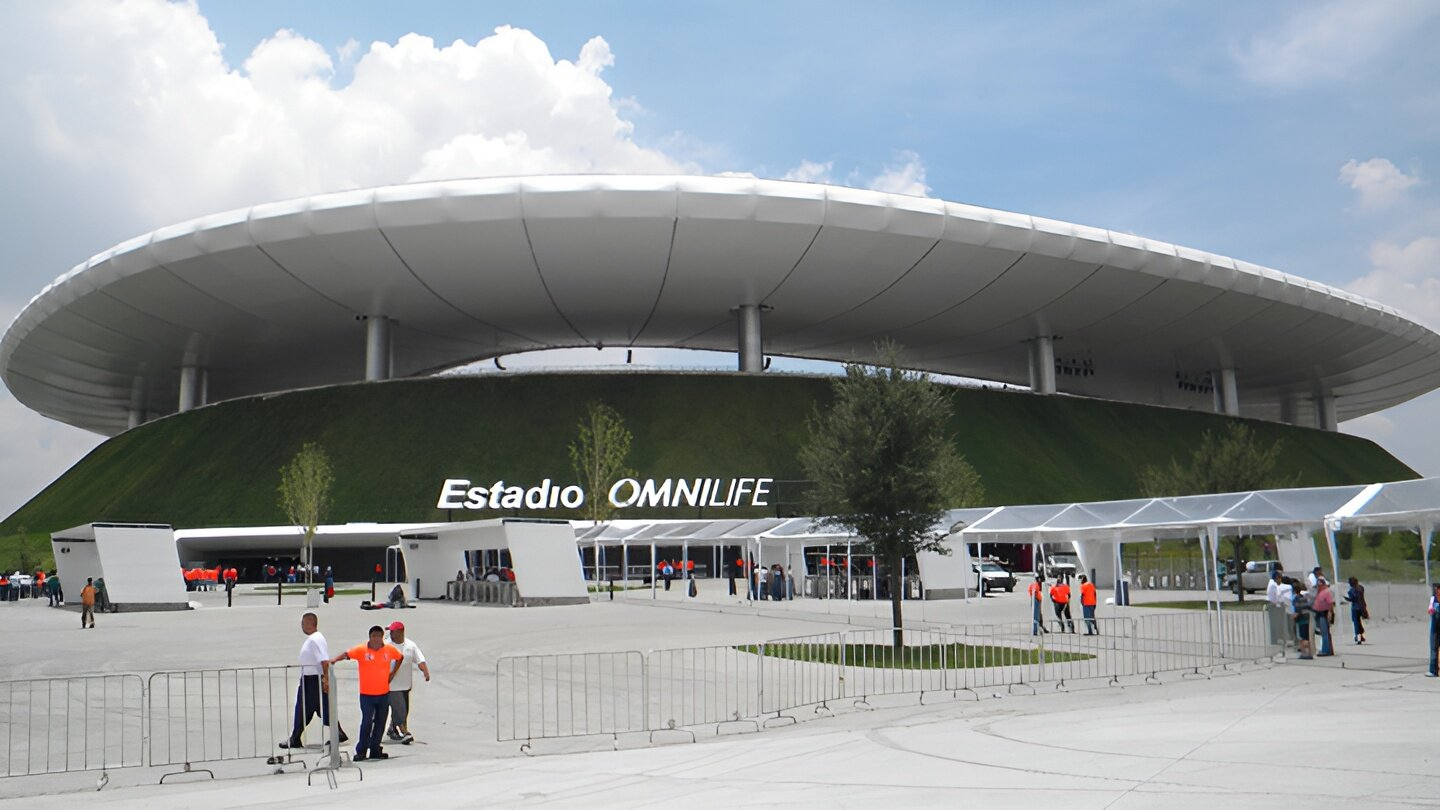
Estadio Akron.

Es la actual casa del Club Deportivo Guadalajara. Este recinto es considerado el estadio más moderno en Latinoamérica.[cita requerida] Cuenta con la capacidad de 45 000 aficionados y fue sede de los XVI Juegos Panamericanos y subsede de la Copa Mundial de Fútbol Sub-17 de 2011. Este estadio está ubicado en el municipio de Zapopan, Jalisco.
Plaza de Toros El Centenario
Plaza de toros, ubicada en el centro del municipio de Tlaquepaque, con un ruedo de 33 metros. Cuenta con la capacidad para aproximadamente 5000 aficionados a la fiesta brava y fue remozada en tu totalidad en el año de 1995 siendo eliminado el callejón con que contaba anteriormente.
Plaza de Toros Nuevo Progreso
Tiene una capacidad para 16 561 espectadores, tiene una altura de 25 metros con un ruedo de 46 metros entre barrera y barrera y un callejón de 2.5 metros de ancho.
Autódromo Bernardo Obregón Tamariz
Tri-Óvalo de 1380 metros de longitud para competencias de autos tipo NASCAR. Este inmueble es sede cada año de una fecha del serial NASCAR Corona Series. Tiene una capacidad aproximada para 15 000 espectadores.
Campo de Tiro con Arco
Ubicado en la Unidad Deportiva Revolución, av. Pablo Neruda 3232. Este inmueble se utilizará para la justa deportiva de los Juegos panamericanos del 2011.
Complejo Panamericano de Gimnasia Artística y Rítmica
Ubicado en la Unidad López Mateos, será utilizado para Guadalajara 2011.
Arena Astros
Ubicado en la Unidad deportiva Ávila Camacho es la casa del equipo local de baloncesto profesional Astros de Jalisco, tiene una capacidad de 3509 espectadores
Complejo Panamericano de Voleibol de Sala
Ubicado en la Unidad deportiva Ávila Camacho.
Velódromo Panamericano CODE Paradero
Vía RecreActiva

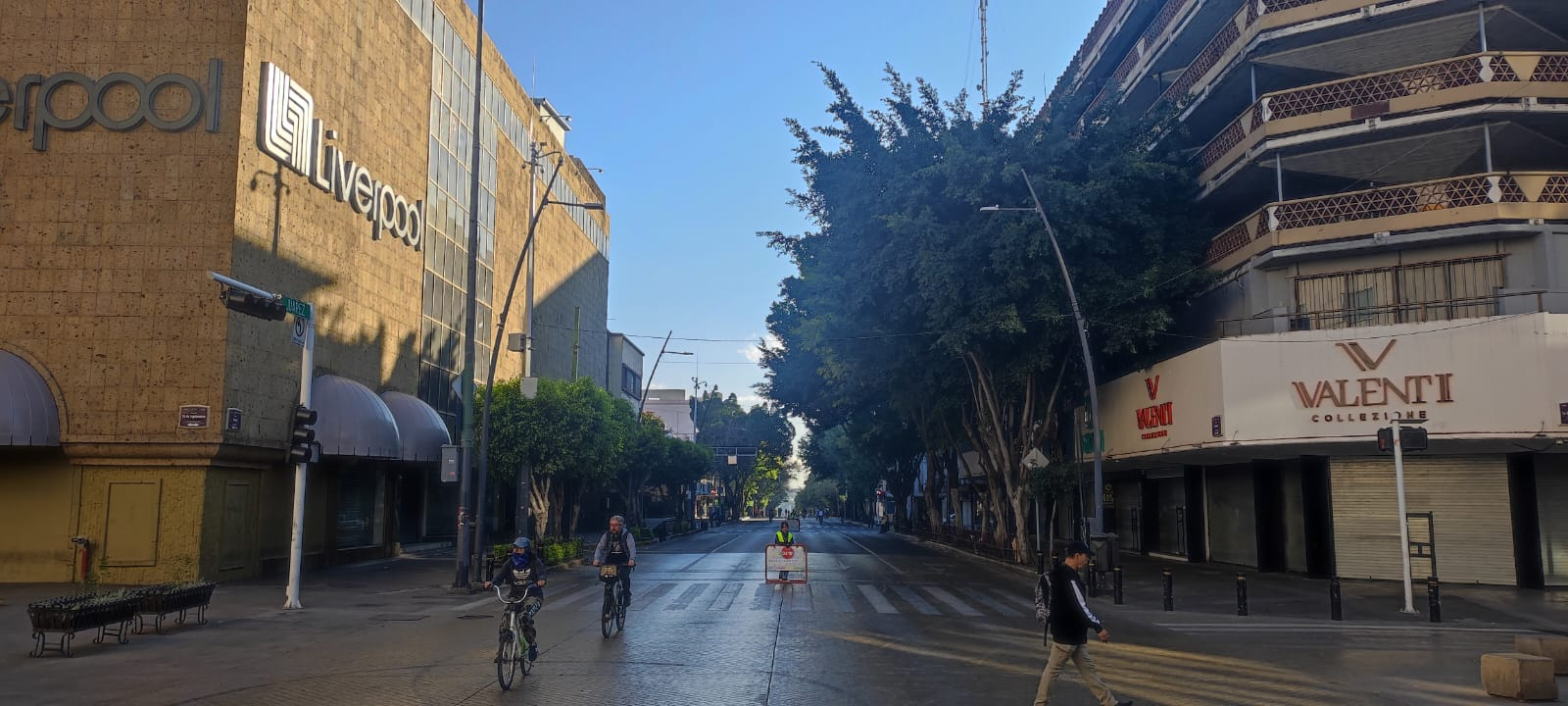
Ruta 1 de la Vía recreActiva Guadalajara.

La Vía RecreActiva en la ciudad de Guadalajara, es un programa social en el que se habilitan espacios viales para su empleo masivo con fines recreativos y de esparcimiento por personas de todas las edades; se pretende que el programa opere durante varias horas en días domingo. Tal acción implica el restringir temporalmente la circulación vehicular-motorizada a lo largo de uno o más cuerpos viales sobre vías primarias seleccionadas, tan solo permitiendo el desplazamiento a través de medios no-motorizados (a pie, bicicleta, patines, etc.) dentro de este espacio reservado.
Actualmente existen tres rutas:
- RUTA 1: Gigantes (cruce con Presa Laurel en Tetlan)-Javier Mina-Juárez-Vallarta hasta La Minerva.
- RUTA 2: Chapultepec (cruce con AV. México)-Niños Héroes-Paseo de la Arboleda-El Sol-Tonantzin-Capuchinas-12 de diciembre.
- RUTA 3: Calzada Juan Pablo II-Aquiles Serdán-Blvd Marcelino García Barragán.

| Predecesor: Río de Janeiro | Ciudad Panamericana 2011 | Sucesor: Toronto |

## Distancias desde las principales ciudades
- CDMX: 538.6 km en automóvil y 467 km en línea recta[186]
- Puerto Vallarta: 327,5 km en auto y 195.8 km en línea recta (distancia más cercana al mar)[187]
- Aguascalientes: 218.8 km en auto y 172.4 km en línea recta.[188]
- Guanajuato: 273 km en auto y 220 km en línea recta.[189]
- San Luis Potosí: 328.1 km en auto y 294.7 km en línea recta.[190]
- Monterrey: 790.7 km en auto y 638.8 km en línea recta.[191]
- Veracruz: 840.1 km en auto y 712.8 km en línea recta.[192]
- Mérida: 1846.1 km en auto y 1425.4 km en línea recta.[193]
- Cancún: 2149 km en auto y 1712.6 km en línea recta[194]
- Tijuana: 2217.3 km en auto y 1884.9 km en línea recta[195]
- La Paz, BCS: 3357.7 km en auto y 814 km en línea recta (ciudad importante más alejada de Guadalajara)[196]

## Relaciones internacionales
Guadalajara mantiene una amplia relación con países, y ciudades hermanas alrededor del mundo. Con sede de Relaciones Exteriores en Ave. Juárez n.º 20, Cuauhtémoc.

### Consulados
Los Cónsules Honorarios y Cónsules Generales que actualmente residen en Guadalajara son:
- Canadá Consulado de Carrera
- Colombia Consulado
- El Salvador Consulado-General
- España Consulado-General
- Estados Unidos Consulado-General

| - Alemania - Austria - Bélgica - Brasil - Chile - Chipre - Corea del Sur | - Dinamarca - El Salvador - Eslovenia - Filipinas - Finlandia - Francia - Guatemala | - Haití - Hungría - India - Indonesia - Israel - Italia - Líbano | - Malasia - Nicaragua - Noruega - Países Bajos - Perú | - Polonia - Reino Unido - República Checa - República Dominicana - Rumania - Rusia - Senegal | - Sudáfrica - Suecia - Suiza - Tailandia - Túnez - Uruguay - Vietnam |

### Ciudades hermanadas
La ciudad de Guadalajara cuenta con varios hermanamientos alrededor del mundo:
| - Estados Unidos: - Downey (desde 1960) - Tucson (desde 1972) - San Antonio (desde 1974) - Agaña (desde 1976) - Portland (desde 1983) - Albuquerque (desde 1985) - Lansing (desde 1990) - Kansas City (desde 1993) - Laredo (desde 2006) - San José (desde 2014) - Cleveland(desde 2011) - España: - Sevilla (desde 1977) - Guadalajara (desde 1982) - Cigales (desde 1992) - Oñate (desde 2003) - Perú: - Huancayo (desde 2014) - México: - Magdalena de Kino (desde 1984) - Nochistlán (desde 1997) - Cocula (desde 2005) - San Luis Potosí (desde 2006) - Oaxaca de Juárez (desde 2007) - Zihuatanejo (desde 2009) - Zapopan (desde 2021) - Cozumel (desde 2010) - Culiacán (desde 2011) - Chetumal (desde 2011) - Corea del Sur: - Daejeon (desde 1997) - Changwon (desde 2013) | - Milán, Italia (desde 1976) - Cebú, Filipinas (desde 1976) - Malabo, Guinea Ecuatorial (desde 1976) - San José, Costa Rica (desde 1976) - San Salvador, El Salvador (desde 1976) - Tegucigalpa, Honduras (desde 1976) - Kingston, Jamaica (desde 1976) - Lima, Perú (desde 1976) - Santo Domingo, RD (desde 1976) - Panamá, Panamá (desde 1976) - Caracas, Venezuela (desde 1976) - Cracovia, Polonia (desde 1978) - Kioto, Japón (desde 1978) - Alajuela, Costa Rica (desde 1983) - Kuala Lumpur, Malasia (desde 1989) - Curitiba, Brasil (desde 1995) - Brasilia - Breslavia, Polonia (desde 1995) - Xiamen, China (desde 2003) - San Petersburgo, Rusia (desde 2011) - Dublín, Irlanda (desde 2014) - Cartagena de Indias, Colombia (desde 2014) - Cali |

### Convenios
Guadalajara cuenta con convenios de cooperación específica, cuyo objetivo es establecer actividades, con la finalidad de facilitar la ejecución del convenio. Estos convenios se celebran porque las partes signatarias focalizan la cooperación específicamente para fortalecer áreas complementarias como turismo, gobierno, seguridad, etc. Los convenios que tiene la ciudad, son con las siguientes ciudades alrededor del mundo:

| - México: - Hidalgo del Parral (desde 2017) - Ciudad de México (desde 2017) - Morelia (desde 2017) - Ciudad Juárez (desde 2017) - Victoria de Durango (desde 2017) - Colima (desde 2017) | - Santiago, Chile (desde 2016). - Buenos Aires, Argentina (desde 2016). - Los Ángeles, Estados Unidos(desde 2020). - Chicago |

### Nombramientos
| Predecesor: Santiago de Chile | Capital Americana de la Cultura 2005    | Sucesor: Córdoba |
| Predecesor: Abu Dhabi         | Capital del deporte del mundo 2020-2021 | Sucesor: Madrid  |
| Predecesor: Tiflis            | 2022                                    | Sucesor: Acra    |